# Télévision numérique terrestre en France
Pour les articles homonymes, voir TNT.
La télévision numérique terrestre française (TNT) est lancée le 31 mars 2005 en France métropolitaine puis le 30 novembre 2010 en France d'outre-mer. Comme dans le reste de l'Europe, ce service est conforme à la norme de télédiffusion DVB-T, exploite le format de compression vidéo MPEG-4 AVC/H.264 depuis l'année 2006 et a adopté pour la plupart des chaînes, la haute définition, depuis le 30 octobre 2008.
En métropole, l'offre comprend 26 chaînes nationales — dont 1 payantes — et 42 chaînes locales ; toutefois, en outre-mer, la TNT ne compte que 6 chaînes nationales et 18 chaînes locales, soit 1 à 4 chaînes locales par DROM-COM.
En métropole, la plupart des chaînes sont diffusées en haute définition et les chaînes locales sont retransmises dans leurs territoires respectifs. Les signaux de la TNT peuvent être reçus par environ 97 % de la population française, grâce à près de 2 200 émetteurs, répartis sur tout le territoire.
À l'étude depuis les années 1990, la TNT est lancée le 31 mars 2005 en France métropolitaine, conformément à la norme DVB-T et aux formats vidéo MPEG-2 pour les chaînes gratuites et MPEG-4 pour les chaînes payantes. Cette technologie permet alors de diffuser jusqu'à 6 fois plus de chaînes par fréquence ou par multiplex numérique de télédiffusion, que la télévision analogique, restreinte à une chaîne par fréquence. Les premières chaînes locales font leur apparition le 13 septembre 2007. Les premières chaînes gratuites en haute définition sont lancées le 30 octobre 2008. En France d'outre-mer, la TNT est lancée le 30 novembre 2010, conformément à la norme DVB-T et au format vidéo MPEG-4.
La quasi-totalité des chaînes de la TNT exploitent le format vidéo MPEG-4 depuis le 5 avril 2016. Cette évolution a permis la généralisation de la haute définition et la libération de certaines fréquences principalement destinée aux opérateurs de télécommunications ainsi qu'à la radio numérique à la norme DAB+.

## Historique

### Avant la TNT
Avant le lancement de la TNT, six chaînes nationales sont diffusées conformément à la technologie historique, l'offre de télévision analogique terrestre française : TF1, France 2, France 3, Canal+ (chaîne payante avec certains programmes en clair), France 5 et Arte en canal partagé et M6. Plusieurs chaînes locales sont également diffusées dans certaines agglomérations. On compte aussi deux chaînes privées étrangères francophones reçues sur le sol français dans certaines régions : la chaîne monégasque TMC reçue dans le Sud-Est du pays et la chaîne luxembourgeoise RTL9 reçue dans le Nord-Est. Certaines villes et communes peuvent également recevoir les chaînes analogiques étrangères des pays limitrophes, comme le Nord-Pas-de-Calais et les Ardennes avec les chaînes belges ou en Alsace et en Moselle avec les chaînes allemandes ainsi que dans les Pyrénées avec les chaînes espagnoles, le Doubs et la Haute-Savoie avec les chaînes suisses, la Savoie et les Alpes françaises, avec les chaînes italiennes. Plus limitée, la réception des chaînes britanniques relayées notamment sur les îles anglo-normandes permet à certains foyers ou hôtels situés à proximité de cette côte bretonne ou normande et équipés d'un système d'antenne adapté et de téléviseurs compatibles, d'en capter localement les signaux.

### Projet

#### Préparation et expérimentations (1994-2000)
Le 30 mai 1994, les ministres des télécommunications de l'Union européenne réunis à Bruxelles décident d'établir une norme unique pour la télévision numérique, le Digital Video Broadcasting ou DVB. Des offres de télévision par satellite en numérique voient alors le jour dans les années qui suivent,.
En octobre 1995, le Conseil supérieur de l'audiovisuel (CSA) prend connaissance d'un rapport de Philippe-Olivier Rousseau sur la télévision numérique terrestre et décide de mener une concertation avec les acteurs de l'audiovisuel en vue de la mise en place d'expérimentations. En août 1996, François Fillon, ministre délégué à la Poste, aux Télécommunications et à l'Espace, crée un groupe de travail sur la télévision numérique terrestre, placé sous la direction de Philippe Levrier, ex-directeur général de TDF et membre du CSA, qui lui a remis en mai un rapport sur ce sujet,. En mars 1998, l'Agence nationale des fréquences (ANFR) remet un rapport indiquant que six multiplex pourraient être diffusés avec l'infrastructure existante, dont quatre couvriraient 80 % de la population,. En avril 1999, un autre rapport de Jean-Pierre Cottet et Gérard Eymery préconise de s'engager dans la télévision numérique terrestre sans délai pour développer une nouvelle offre de programmes et de chaînes.
Après plusieurs expériences locales en Corse, en Creuse et dans les Pyrénées-Orientales, le CSA autorise TDF à expérimenter la diffusion numérique en Bretagne (autour de Rennes, Vannes et Lorient) le 8 septembre 1998 pour un premier multiplex et le 20 avril 1999 pour un second. Les chaînes TF1, France 2, France 3, Arte et La Cinquième participent à cet essai. D'autres expérimentations ont lieu dans les Vosges (autour de Remiremont et Saint-Dié) dans un relief plus montagneux,,,.
La loi no 2000-719 du 1er août 2000 sur l'audiovisuel fixe le cadre juridique et le calendrier du développement de la télévision numérique terrestre en France,.

#### Sélection des chaînes (2001-2005)
Le 24 juillet 2001, le Conseil supérieur de l'audiovisuel (CSA) lance un appel à candidatures pour sélectionner 22 chaînes nationales qui seront diffusées sur la télévision numérique terrestre (TNT), étant donné que 8 canaux ont déjà été réservés pour le service public : France 2, France 3, La Cinquième (future France 5), Arte, La Chaîne parlementaire (canal partagé entre les chaînes LCP-AN et Public Sénat) et 3 canaux supplémentaires. Cependant, les chaînes privées historiques (TF1, M6 et Canal+) sont assurées d'être sélectionnées et se voient même attribuer un canal supplémentaire, appelé « canal bonus », à titre de dédommagement (LCI, M6 Music et I-Télévision). En parallèle, trois canaux sont réservés pour des chaînes locales en attente d'un futur appel d'offres. Le CSA reçoit au total 70 candidatures (69 dans les délais fixés et un dossier déposé hors délai). 66 dossiers sont admis à concourir dans le cadre de l'appel à candidatures tandis que quatre dossiers (TVST, Cinaps TV, Infoturf TV et Les Lumières de la rue) sont jugés irrecevables,,,,. Ultérieurement, quatre candidats ont informé le Conseil du retrait de leur candidature : un candidat s'est retiré avant le début des auditions publiques (Shopping Avenue) et trois autres avant la sélection des chaînes (Cinéfaz, Cinétoile et Odyssée). Les auditions publiques des 65 candidats se déroulent du 17 juin au 1er juillet 2002 et sont retransmises en direct sur LCP.
Le 23 octobre 2002, le CSA annonce avoir sélectionné les 30 chaînes nationales de la future TNT : 16 chaînes gratuites (Arte, Direct 8, France 2, France 3, France 5, i-MCM, LCP, M6, M6 Music, NRJ TV, NT1, TF1, TMC et trois autres chaînes publiques) et 14 chaînes payantes (AB1, Canal J, Canal+, CinéCinémas, Cuisine.TV/Comédie !, Eurosport, I-Télévision, LCI, Match TV, Paris Première, Planète, Sport+, TF6 et TPS Star). Cinq nouveaux éditeurs de chaînes de télévision (AB, Bolloré, Lagardère, NRJ et Pathé) rejoignent donc les trois existants (TF1, M6 et Canal+),,. Les chaînes privées sont réparties sur quatre multiplex tandis que les chaînes publiques sont réparties sur deux autres. Le CSA établit ensuite une convention avec les éditeurs de chaque chaîne avant de leur délivrer une autorisation d'émission,.
Le 17 décembre 2003, le gouvernement indique finalement vouloir rassembler toutes les chaînes publiques sur un seul multiplex et décide de ne conserver qu'un seul des trois canaux supplémentaires préemptés et de l'attribuer à Festival (future France 4).
Le 20 octobre 2004, le Conseil d'État annule six autorisations accordées par le CSA au groupe Canal+ et à Lagardère Active, sur la requête du groupe TF1. Cette décision concerne les chaînes Canal J, CinéCinéma Premier (ex-CinéCinémas), i-MCM, I-Télé (ex-I-Télévision), Planète et Sport+. Les deux groupes détenant conjointement les chaînes Canal J et i-MCM, Canal+ dépasse la limite imposée de cinq autorisations par groupe, telle qu'imposée par le dispositif anti-concentration prévu par l'article 41 de la loi no 86-1067 du 30 septembre 1986,.
En conséquence, le 14 décembre 2004, le CSA lance un nouvel appel à candidatures pour désigner 6 chaînes nationales. En février 2005, les groupes Pathé, Canal+ et Lagardère Active décident de remettre en jeu les autorisations accordées aux chaînes Cuisine.TV/Comédie ! et Match TV. Le CSA repousse la date de clôture de l'appel à candidatures qui concerne désormais 8 chaînes,. Le CSA reçoit au total 35 candidatures qui sont toutes jugées recevables. Les auditions publiques ont lieu du 18 au 21 avril 2005.
Le 9 mai 2005, le CSA révèle les 8 chaînes sélectionnées : 4 chaînes gratuites (BFM, Gulliver, i-MCM et I-Télé) et 4 chaînes payantes (Canal J, Canal+ Cinéma, Canal+ Sport et Planète).

### Télévision numérique terrestre

#### Lancement et développement (2005-2007)
La télévision numérique terrestre (TNT) est lancée le 31 mars 2005 à 17 h 30 en France métropolitaine. Elle compte 13 chaînes gratuites (TF1, France 2, France 3, France 5, M6, Arte, Direct 8, W9, TMC, NT1, NRJ 12, LCP et France 4) et une chaîne payante avec des plages en clair (Canal+), contre seulement 6 chaînes présentes sur la télévision analogique. Elle couvre 35 % de la population française grâce à 17 émetteurs situés dans les régions d'Île-de-France, de Bretagne, de Poitou-Charentes, les départements des Bouches-du-Rhône, de Seine-Maritime, de Gironde ainsi que les agglomérations de Lille, Lyon et Toulouse. Les chaînes sont diffusées en définition standard (720 × 576 pixels) à balayage entrelacé (576i) sous la norme DVB-T et le format MPEG-2,,.
Entre les mois d'octobre et de novembre, la TNT s'enrichit de 4 nouvelles chaînes gratuites (BFM TV, I-Télé, Europe 2 TV et Gulli). De plus, à partir de novembre et jusqu'en mars 2006, 10 chaînes payantes viennent progressivement s'ajouter (TPS Star, Paris Première, Canal+ Sport, Canal+ Cinéma, AB1, Planète, TF6, Canal J, LCI et Eurosport). Ces dernières sont diffusées sous le format MPEG-4 (et MPEG-2 pendant les plages en clair pour les chaînes payantes qui en proposent). La TNT compte alors 28 chaînes nationales, 17 gratuites et 11 payantes. Dans le même temps, la couverture de la TNT est progressivement étendue à 50 % de la population à l'automne 2005, 65 % en 2006, 85 % en 2007 et 97 % en 2012,.
Le 25 juillet 2006, le CSA lance un appel à candidatures pour des chaînes locales diffusées sur la TNT en région parisienne. Il reçoit au total 29 candidatures qui sont toutes jugées recevables. Le Conseil en sélectionne sept le 5 juin 2007 : trois chaînes à temps plein (Côté Seine, IDF1 et LTF) et quatre chaînes se partageant un même canal (Cinaps TV, BDM TV, Demain ! IDF et Télé Bocal),. Les chaînes commencent leur diffusion le 20 mars 2008 sur la TNT francilienne.
La loi du 5 mars 2007 relative à la modernisation de la diffusion audiovisuelle prévoit le basculement des chaînes de télévision locales analogiques vers le numérique. Ainsi le 24 juillet, le CSA autorise 18 chaînes de télévision locales à diffuser simultanément en analogique et en numérique : TLM à Lyon, TLT à Toulouse, TV7 à Bordeaux, LCM à Marseille, Clermont 1re à Clermont-Ferrand, TV8 Mont-Blanc à Annecy et Chambéry, Nantes 7/Télénantes à Nantes, 7L TV à Montpellier, TV Rennes 35 à Rennes, Orléans TV à Orléans, Canal 8 au Mans, TéléGrenoble à Grenoble, TV Tours à Tours, Cityzen TV à Caen, Angers 7 à Angers, Bip TV à Issoudun et Canal 32 à Troyes,. Elles commencent leur diffusion le 13 septembre 2007 après une recomposition des multiplex. En outre, cette recomposition permet également la diffusion d'une deuxième antenne régionale de France 3 dans certaines zones, ainsi que de la chaîne France Ô en Île-de-France. Par la suite, le CSA lance plusieurs appels à candidatures pour d'autres chaînes locales diffusées sur la TNT. L'organisme concentre d'abord ses efforts sur 25 zones jugées prioritaires en lançant 5 appels : Brest, Saint-Étienne, Strasbourg, Nice, Menton et Montluçon le 9 novembre 2007, Saint-Raphaël/Cannes, Grasse, Belfort/Montbéliard, Lorient, Vannes, Limoges et Mulhouse le 18 décembre 2007, Caen, Poitiers, Reims/Mézières et Perpignan le 15 janvier 2008, Bayonne, Dijon, Lille et Meaux le 19 février 2008, Bar-le-Duc, Épinal/Vittel, Privas et Toulon/Hyères le 27 mars 2008,,,,,.
Le 11 décembre 2007, le CSA ouvre une consultation publique sur le basculement de la télévision analogique terrestre (TAT) vers la télévision numérique terrestre (TNT). L'arrêt définitif de la télévision analogique est prévu pour le 30 novembre 2011. Il en ressort que l'arrêt de la diffusion analogique doit se faire par zones géographiques en commençant dès 2009 dans deux régions. Cette méthode doit libèrer des fréquences afin d'améliorer la réception de la TNT et de lancer de nouveaux services comme la TNT HD, la télévision mobile personnelle, la radio numérique terrestre et l'Internet mobile à très haut débit. De plus, cela permettra aux chaînes historiques de supprimer les coûts de double diffusion analogique/numérique. Le GIP France Télé Numérique est créé pour assister les téléspectateurs dans cette transition. Le 4 février 2009, Coulommiers (Seine-et-Marne) est la première ville à passer au tout numérique. Deux autres expérimentations ont lieu à Kaysersberg (Haut-Rhin) et dans la région de Cherbourg et du Nord-Cotentin la même année. L'extinction de l'analogique dans le reste du territoire se déroule par zones géographiques correspondant au découpage régional de France 3 sur une période de deux années jusqu'au 30 novembre 2011. De son côté, Canal+ suit son propre calendrier d'extinction de l'analogique de 2009 à 2010,,.
La chaîne publique France Ô (France Télévisions), déjà diffusée sur la TNT francilienne depuis le 24 septembre 2007, commence sa diffusion nationale à partir du 15 juin 2010. L'offre gratuite de la TNT nationale passe ainsi à 18 chaînes.

#### Outre-mer (depuis 2008)
En janvier 2008, le gouvernement charge le Conseil supérieur de l'audiovisuel (CSA) d'une mission d'évaluation et de proposition sur le développement de la télévision numérique terrestre en France d'outre-mer. Le rapport d'Alain Méar remis en juillet 2008 met en évidence les différentes aspirations des départements, régions et collectivités d'outre-mer : certains veulent la même offre qu'en France métropolitaine, d'autres s'inquiètent d'une invasion culturelle et de la disparition des chaînes locales face aux grandes chaînes métropolitaines. Le rapport préconise donc un déploiement progressif en trois phases : une première avec les chaînes nationales publiques, une deuxième avec des chaînes locales privées et une troisième, avec les chaînes nationales privées volontaires. Ces dernières sont en effet réticentes à une diffusion gratuite en outre-mer à cause de coûts de diffusion trop importants — autour de 2 millions d'euros par chaîne et par an — par rapport au potentiel du marché publicitaire local,.
La TNT est lancée le 30 novembre 2010 en outre-mer, récupérant les canaux de télédiffusion analogique de la chaîne Tempo du Réseau France Outre-mer (RFO) arrêtée le même jour.
Elle ne compte alors que sept chaînes nationales publiques (France 2, France 3, France 4, France 5, France Ô, France 24 et Arte), la déclinaison locale du réseau Outre-mer 1re et des chaînes privées et associatives locales selon le territoire.
Les chaînes sont diffusées en définition standard (720 × 576 pixels) à balayage entrelacé (576i), sous le format MPEG-4 pour pouvoir diffuser toutes les chaînes sur un seul multiplex (ROM1),.
Les chaînes privées nationales françaises (groupe TF1, groupe M6…) ne sont pas diffusées sur la TNT d'outre-mer. Ces groupes de télévision jugent les coûts de diffusion trop importants — 2 millions d'euros par chaîne et par an selon le CSA — par rapport au potentiel du marché publicitaire local. Ces chaînes ne sont donc disponibles que via des bouquets payants (satellite, internet…),.
L'extinction de l'analogique en outre-mer a eu lieu progressivement entre septembre et novembre 2011.
En avril 2019, la chaîne France 24 arrête d'émettre sur la TNT d'outre-mer et est remplacée par France Info. Cette décision a été prise dans un souci d'économies par la direction de France Médias Monde.
Le 24 août 2020, la chaîne France Ô cesse la diffusion de ses programmes. Cet arrêt fait suite à la signature, deux ans plus tôt du « Pacte pour la visibilité des outre-mer », entre France Télévisions et les ministres de la Culture et des Outre-mer. Le 2 septembre 2020, le signal hertzien de la chaîne est définitivement coupé. La libération des canaux permet alors progressivement le passage en haute définition des chaînes du réseau La 1re. Ainsi, depuis janvier 2022, tous les services de télévision de La 1re sont diffusés en Full HD (1920 × 1080 pixels) à balayage entrelacé (1080i).
Le 20 décembre 2023, l'Arcom autorise France Télévisions à diffuser France 2 et France 3 en qualité UHD dans neuf territoires ultra-marins (les collectivités de Saint-Barthélémy et Saint-Martin ne sont pas concernées). Concernant l'autorisation de France 3, la durée de diffusion en UHD est limitée à une période de 2 mois, soit du 10 juillet au 10 septembre 2024. Une fois l'autorisation de France 3 arrivée à échéance, un canal évènementiel sera affecté aux chaînes La 1re qui pourront ainsi, pour chaque territoire ultra-marin, diffuser des évènements locaux en ultra-haute définition.
L'allumage officiel du nouveau multiplex ROMU diffusant France 2 UHD débute à partir de janvier 2024 et se déroule en trois phases successives,, : première phase le 23 janvier avec l'allumage sur 9 émetteurs couvrant les régions de Guadeloupe, Martinique, Guyane, La Réunion et Mayotte ; deuxième phase le 27 février avec l'allumage sur 5 émetteurs couvrant les collectivités de Nouvelle-Calédonie, Polynésie française et Wallis-et-Futuna ; dernière phase le 2 avril avec l'allumage sur 1 émetteur couvrant la collectivité de Saint-Pierre-et-Miquelon.

#### Difficultés de la TNT payante (depuis 2008)
En octobre 2008, la chaîne AB1 (AB Groupe) arrête sa diffusion sur la TNT payante. La chaîne Canal J (Lagardère Active) cesse également d'émettre sur la TNT payante en raison de coûts de diffusion trop importants. Ces deux retraits mettent en évidence le peu de succès de la TNT payante qui ne compte que près de 60 000 abonnés chez les distributeurs TV Num et TNtop. Le CSA prévoit alors de lancer des appels à candidatures pour trois nouvelles chaînes payantes mais également pour deux nouvelles chaînes gratuites en HD.
Le 20 juillet 2010, le CSA lance un appel à candidatures pour une chaîne nationale payante. Le 14 décembre, la chaîne sportive CFoot de la Ligue de football professionnel est choisie face à Canal+ Family du groupe Canal+ et l'indépendant SelecTV. Le 1er décembre 2010, le CSA lance un appel à candidatures pour un service de médias audiovisuels à la demande (SMAD). Le service de vidéos à la demande SelecTV, filiale de TV Num, est choisi en mai 2011 pour rejoindre la TNT payante et proposer des films par abonnement ou en paiement à la séance. Le service doit initialement être lancé fin 2011 sur le multiplex R3 mais face à l'appauvrissement de l'offre payante de la TNT et à la concurrence, TV Num est placé en liquidation judiciaire en 2012. Début 2013, faute de fonds, SelecTV espérant lancer son service avant l'été de la même année est liquidé à son tour.
À l'été 2011, les groupes TF1 et M6 demandent le passage en gratuit de leurs chaînes respectives LCI et Paris Première. Mais le 6 décembre 2011, le CSA leur refuse la gratuité. En mai 2012, la chaîne premium payante TPS Star cesse d'émettre. En juin, la Ligue de football professionnel ferme sa chaîne CFoot à cause de coûts de diffusion trop importants sur la TNT payante et la perte de droits sportifs consécutifs à l'arrivée de beIN Sports en France.
Au début de l'année 2014, LCI et Paris Première demandent de nouveau leur passage en gratuit. Nonce Paolini, PDG du groupe TF1, menace de fermer LCI à la fin de l'année s'il n'obtient pas satisfaction. Mais le 29 juillet 2014, le CSA refuse de nouveau la gratuité aux deux chaînes, ainsi qu'à Planète+ (Groupe Canal+) qui leur embraye le pas sans réelle volonté,. Le 31 décembre 2014, les groupes TF1 et M6 ferment leur chaîne payante TF6, concurrencée par les chaînes gratuites et en manque de souffle sur la TNT payante. À son tour, Eurosport quitte la TNT payante en janvier 2015 après que TF1 a vendu le groupe à l'américain Discovery.
Le 17 juin 2015, le Conseil d'État annule la décision du CSA du 29 juillet 2014 refusant la gratuité de LCI et Paris Première pour « procédure irrégulière ». Dans le cadre du nouvel examen des demandes de passage en TNT gratuite, le CSA auditionne les responsables des chaînes LCI, Paris Première et Planète+ le 14 septembre 2015. Le 17 décembre 2015, le CSA autorise cette fois-ci le passage de LCI en gratuit considérant que le marché publicitaire a évolué et que la chaîne n'a plus d'avenir sur la TNT payante. Mais il refuse toujours celui de Paris Première et Planète+.
Le 12 juin 2019, le CSA ouvre une consultation publique préalable au lancement d’un appel aux candidatures pour un canal TNT payant rendu disponible à l'échéance de l'autorisation accordée à la chaîne Canal+, soit le 5 décembre 2020. L'appel est lancé le 26 février 2020 et porte sur l'édition d'un service de télévision à vocation nationale, diffusé sous condition d’accès et en haute définition. Une seule candidature, celle de Canal+, est déposée auprès du Conseil et déclarée recevable par celui-ci. Bien que Canal+ n'ait aucune concurrence pour le renouvellement de son autorisation d'émettre, ses dirigeants font planer la menace d'un retrait de la TNT et de ne pas aller jusqu’au bout de la procédure. Déjà vers fin janvier 2020, le Président du directoire du groupe Canal+ Maxime Saada évoque un possible retrait de la chaîne cryptée du réseau hertzien. Ce dernier justifie cette éventualité en invoquant les nombreuses contraintes et obligations qui pèsent sur Canal+, parmi lesquelles le durcissement de la fiscalité en France, les coûts importants de diffusion sur la TNT ainsi que le passage de 5,5 à 10 % de la TVA. L'audition publique du candidat a lieu le 30 septembre 2020. Finalement, le 4 décembre 2020, Canal+ obtient une nouvelle autorisation du CSA d’émettre sur la TNT payante. Cette autorisation est valable pour une durée de trois ans, à la demande des dirigeants de la chaîne. De son côté, le groupe Canal+ relativise la portée de cet évènement en rappelant dans un communiqué que la TNT « concerne un peu moins de 5 % de ses abonnés français », après avoir expliqué que cette technologie a beaucoup perdu en attractivité, par rapport aux autres modes de diffusion.

### Haute définition

#### Expérimentations et premières chaînes (2006-2012)
Le 19 avril 2006, le Conseil supérieur de l'audiovisuel (CSA) lance un appel à projets en vue d'expérimentations de diffusion en haute définition sous la norme MPEG-4 AVC/H.264 dans les villes de Paris, Lyon et Marseille. Les chaînes TF1, M6, Canal+, Arte et les chaînes publiques de France Télévisions sont ainsi autorisées à diffuser en HD du 28 mai au 17 juillet 2006 à l'occasion d'événements sportifs tels que Roland-Garros, Wimbledon et la Coupe du monde de football. Une seconde vague d'expérimentations a lieu du 18 septembre 2006 au 22 janvier 2007 avec cette fois-ci Canal+, M6, Arte, Direct 8, NRJ 12, BFM TV et les chaînes de France Télévisions,,. Une troisième vague d'expérimentations se déroule du 13 juillet au 1er novembre 2007 et permet notamment la diffusion du Tour de France en HD.
En parallèle, le CSA ouvre le 19 décembre 2006 une consultation publique sur la haute définition pour recueillir les avis des acteurs de l'audiovisuel. Ces derniers affichent leur volonté de développer la HD, vue comme le futur standard de la télévision. Le 12 juin 2007, le CSA lance un appel à candidatures pour la diffusion de deux chaînes privées nationales en haute définition sur la TNT. Un canal est également réservé pour une chaîne du service public. Le 20 novembre, les chaînes gratuites TF1 et M6 sont choisies aux côtés de France 2,. Le 29 janvier 2008, un nouvel appel à candidatures est lancé pour la diffusion d'une chaîne nationale privée payante en haute définition. La chaîne Canal+ est choisie le 10 juin 2008. En mars 2008, le ministère de la Culture décide également de préempter au bénéfice de la chaîne Arte l'usage d'un canal de diffusion en HD sur la TNT.
Canal+ commence à émettre ses programmes cryptés en haute définition le 8 août 2008 sur la TNT. En ce qui concerne les chaînes gratuites, TF1, France 2, M6 et Arte débutent leur diffusion en haute définition (1440 × 1080 pixels) à balayage entrelacé (1080i dégradé) le 30 octobre 2008 à 17 h. Dès leur lancement, Arte HD et les programmes cryptés en HD de Canal+ bénéficient d'une couverture géographique identique aux autres chaînes de la TNT tandis que TF1 HD, France 2 HD et M6 HD ne sont diffusées que via 27 émetteurs ne couvrant que 40 % de la population. Cela est dû au fait qu'une intervention est nécessaire sur chaque émetteur pour activer le nouveau multiplex R5 contenant les versions HD des trois chaînes. La couverture des trois chaînes gratuites (TF1 HD, France 2 HD et M6 HD) s'étend alors progressivement au cours des années et atteint 96 % de la population métropolitaine en novembre 2012,. À partir de fin juin 2011, les quatre chaînes gratuites HD passent à une résolution supérieure et sont désormais diffusées en Full HD (1920 × 1080 pixels) à balayage entrelacé (1080i).

#### Développement (2011-2016)
En septembre 2011, la Commission européenne juge que les « chaînes bonus » promises aux groupes TF1, M6 et Canal+ sont illégales vis-à-vis du droit européen. Ces chaînes bonus (TV Breizh pour TF1, M6 Famille pour M6 et Canal 20 pour Canal+) leur sont réservées par la loi de 2007 en compensation des efforts financiers pour le passage au tout numérique et l'arrivée de la concurrence et doivent être lancées après l'extinction de l'analogique en novembre 2011,. Ainsi, prenant acte de cette décision, le CSA lance le 18 octobre 2011 un appel à candidatures pour 6 chaînes en haute définition. Il reçoit au total 34 candidatures, toutes jugées recevables et portant uniquement sur des projets de chaînes gratuites. Les auditions publiques se déroulent du 5 au 14 mars 2012.
Le 27 mars 2012, le CSA annonce les six chaînes sélectionnées : 6ter, Chérie HD (future Chérie 25), HD1, L'Équipe HD (future L'Équipe 21), RMC Découverte et TVous la Télédiversité (future Numéro 23). Les six nouvelles chaînes commencent à émettre le 12 décembre 2012 mais ne sont accessibles que pour seulement 25 % de la population,. Leur couverture est progressivement étendue par zones géographiques. 13 phases de déploiement sont prévues entre décembre 2012 et juin 2015. Plus de 97 % de la population métropolitaine sera alors couverte, comme pour la TNT en définition standard.
Le 29 juillet 2015, le CSA lance un appel à candidatures pour des chaînes nationales en haute définition. Il reçoit 26 candidatures qui sont toutes jugées recevables. Les auditions publiques ont lieu du 21 au 23 septembre 2015,.
Compte tenu que l'État a préempté cinq canaux HD pour les chaînes publiques France 3, France 4, France 5, France Ô et LCP et que les chaînes déjà présentes sur la TNT sont prioritaires, le CSA sélectionne douze chaînes le 7 octobre 2015 : BFM TV, Canal+ Cinéma, Canal+ Sport, D8, D17, Gulli, I-Télé, NRJ 12, NT1, Planète+, TMC et W9.
En avril 2015, le groupe NextRadioTV (BFM TV, RMC Découverte) annonce racheter la chaîne Numéro 23 pour un montant de près de 90 millions d'euros. Mais en octobre, le CSA retire son autorisation d'émettre à la chaîne — une première dans l'histoire de la télévision —, considérant que son propriétaire, Pascal Houzelot, l'a berné en réalisant une manœuvre de pure spéculation qui consiste à vendre avec une belle plus-value le canal obtenu gratuitement seulement deux ans et demi auparavant. Cependant, le Conseil d'État casse la décision du CSA le 30 mars 2016 jugeant que la fraude n'est pas démontrée. Finalement, NextRadioTV ne prend qu'une participation minoritaire de 39 % dans le capital de la chaîne.

#### Évolution et généralisation de la HD en France métropolitaine (depuis 2016)
Jusqu'en avril 2016, la majorité des chaînes de la TNT sont encore diffusées en définition standard (720 × 576 pixels) — sauf France 3 qui est diffusée en 544 × 576 pixels pour gérer correctement les décrochages régionaux et locaux — à balayage entrelacé (576i) sous le format MPEG-2. Le 5 avril, toute la TNT métropolitaine passe au MPEG-4, une norme de compression plus performante que le MPEG-2. Cette évolution permet le passage en haute définition de 14 chaînes gratuites (France 3, France 5, D8, W9, TMC, NT1, NRJ 12, LCP, France 4, BFM TV, I-Télé, D17, Gulli et France Ô), ainsi que des plages en clair de Canal+ et de 3 chaînes payantes (Canal+ Sport, Canal+ Cinéma et Planète+), portant au total le nombre de services de télévision diffusés en HD à 28 (contre seulement 11 jusqu'à présent). TF1, France 2, M6 et Arte arrêtent leur double diffusion SD/HD et une recomposition des multiplex a lieu pour répartir les chaînes sur seulement six multiplex au lieu de huit,. Ce changement de norme conduit dans le même temps à la libération des fréquences occupant la bande des 700 MHz (deuxième dividende numérique) que le gouvernement vend aux opérateurs de réseau mobile pour le développement de la 4G. Cependant, cette cession a également pour conséquence une dégradation temporaire de la résolution de 8 chaînes de la TNT (France 3, France 5, M6, Arte, W9, France 4, France Ô et 6ter), qui sont par conséquent diffusées en haute définition (1440 × 1080 pixels) à balayage entrelacé (1080i dégradé) au lieu du Full HD (1920 × 1080 pixels). Le même jour, la chaîne d'information payante LCI du groupe TF1 commence sa diffusion en clair, mais seulement en définition standard. Une trentaine de chaînes locales passent à la haute définition comme les chaînes nationales. En revanche, la généralisation de la haute définition ne concerne pas les chaînes de la TNT d'outre-mer.
Le 6 juillet 2016, le CSA autorise la création d'une chaîne publique d'information, associant France Télévisions, Radio France, France Médias Monde et l'Institut national de l'audiovisuel. France Info commence sa diffusion en définition standard sur la TNT le 1er septembre 2016 à 20 h. La chaîne France Ô doit abandonner la haute définition au passage pour lui faire de la place sur le multiplex R1.
En 2018, la ministre de la Culture Françoise Nyssen dévoile ses propositions de réforme de l'audiovisuel public. Parmi les grands axes, on retrouve notamment la suppression des chaînes France 4 et France Ô. En début d'année 2020, on apprend que l'arrêt des deux chaînes publiques est fixé au 9 août 2020. Finalement, le ministère de la Culture annonce dans un communiqué du 4 août 2020, l'arrêt de la chaîne France Ô à compter du 23 août 2020, soit deux semaines après l'échéance initiale. Le 24 août 2020 à 0 h 49, France Ô cesse la diffusion de ses programmes et le signal hertzien de la chaîne est définitivement coupé dans la nuit du 1er au 2 septembre 2020. La libération du canal no 19 permet ainsi le passage en HD de la chaîne France Info. Quant à France 4, dont la fermeture est prévue en même temps que France Ô, la chaîne a réussi à démontrer son importance sur le plan éducatif pendant la période de confinement liée à la pandémie de Covid-19 et obtient ainsi un an de sursis avant d'être finalement pérennisée à la suite d'une annonce du président de la République Emmanuel Macron le 18 mai 2021.
Fin janvier 2021, France Télévisions annonce le lancement une déclinaison TV de l'offre Culturebox, déjà disponible depuis le 19 juin 2013 sur la plateforme france.tv, afin de soutenir le secteur de la culture particulièrement pénalisé par la crise du Covid-19. À vocation éphémère, la chaîne culturelle est autorisée à diffuser des programmes pendant une période de trois mois, soit normalement jusqu'à la réouverture des lieux culturels. Culturebox est lancée le 1er février 2021 à 20 h 35 sur le canal no 19, laissé vacant après l'arrêt de France Ô à la fin de l'été 2020. Par ailleurs, France 4 et France Info sont contraintes de repasser temporairement en SD pour permettre à Culturebox d'émettre en HD sur le multiplex R1. En avril 2021, le ministère de la Culture annonce dans un communiqué le prolongement de la chaîne sur le canal no 14 en soirée à partir de 20 h 10. Culturebox devient ainsi une chaîne à temps d'antenne partagé avec France 4 à partir du 3 mai 2021. Ce prolongement est prévu pour durer jusqu'à l'arrêt de France 4 en août 2021. Mais à la suite de l'annonce du maintien de cette dernière en mai 2021, une décision publiée au Journal officiel acte l'arrêt de Culturebox en tant que chaîne de télévision à compter du 20 août 2021,.
Le 27 juillet 2022, l’Arcom ouvre une consultation publique destinée à préparer le lancement d'un appel aux candidatures portant sur l'attribution de la ressource hertzienne rendue disponible à l’échéance, le 5 mai 2023, des autorisations accordées à TF1 et M6 pour la diffusion de leurs programmes sur la TNT. L'appel est lancé le 7 décembre 2022 et porte sur l'édition de deux services de télévision à vocation nationale diffusés en clair, à temps complet et en haute définition. 3 candidatures sont jugées recevables par l'Autorité : M6 et TF1, chaînes historiques candidates à leur renouvellement, ainsi que le projet SIX porté par la société NJJ Projet 5523, filiale de la holding personnelle du milliardaire Xavier Niel et qui a pour ambition de récupérer l'autorisation d'émettre attribuée à M6,. Les auditions publiques des candidats ont lieu le 15 février 2023. Le 22 février 2023, l'Arcom annonce, sans surprise, avoir sélectionné les chaînes TF1 et M6 qui conservent ainsi leur autorisation d'émettre pour une durée supplémentaire de dix ans,.

#### Renouvellement des autorisations de 2025
Près de 20 ans après le lancement de la TNT, les autorisations de 15 chaînes nationales métropolitaines arrivent à échéance en 2025. Dans le détail, les autorisations de C8, W9, TMC, TFX, NRJ 12, LCI et Paris Première courent jusqu'au 28 février 2025, celle de Canal+ jusqu'au 5 juin 2025 ainsi que celles de BFM TV, CNews, CStar, Gulli, Canal+ Sport, Canal+ Cinéma(s) et Planète+ jusqu'au 31 août 2025. Ce renouvellement d'une partie des chaînes nationales constitue un évènement majeur pour la télévision numérique terrestre car l'Autorité explique qu'il s'agit de « la plus importante vague d’attribution de fréquences depuis le lancement de la TNT au début des années 2000 ». Pour préparer ce processus, l'Arcom ouvre deux consultations publiques : la première le 13 juillet 2023, destinée à recueillir les observations des parties intéressées sur l’impact de l’affectation de ces ressources et sur les modalités de mise en appel de celles-ci ; la seconde le 25 janvier 2024, visant à modifier les règles de partage de la ressource radioélectrique pour les multiplex de la TNT afin de permettre à l'ensemble des services nationaux d’être diffusés en haute définition. Le 28 février 2024, l'Arcom lance un appel aux candidatures pour l’édition de services de télévision à vocation nationale, à temps complet et en haute définition. L'Autorité reçoit au total 27 candidatures parmi lesquelles 25 sont déclarées recevables,,. À la suite de la finalisation du rachat du groupe Altice Média par l'armateur CMA CGM le 2 juillet 2024, la candidature déposée par BFM TV, avec Altice France comme actionnaire de référence, est retirée. La chaîne reste candidate à son renouvellement avec un dossier ayant CMA CGM pour nouvel actionnaire de référence. Les auditions publiques des 24 candidats se déroulent du 8 au 17 juillet 2024 et sont retransmises en direct sur le site internet de l’Arcom,.
Le 24 juillet 2024, l'Arcom révèle les 15 chaînes sélectionnées : 10 chaînes gratuites (BFM TV, CNews, CStar, Gulli, LCI, OFTV, Réels TV, TFX, TMC, W9) et 5 chaînes payantes (Canal+, Canal+ Cinéma(s), Canal+ Sport, Paris Première et Planète+). Les chaînes C8 et NRJ 12 n'ont pas été sélectionnées par le régulateur et perdent par conséquent leur autorisation d'émettre sur la TNT,.

### Ultra-haute définition et haute définition améliorée

#### Expérimentations et premières chaînes (2014-2024)
En mai 2014, le Conseil supérieur de l'audiovisuel (CSA) autorise la société TDF à expérimenter la diffusion en ultra-haute définition (3840 × 2160 pixels) à balayage progressif (2160p) sous les normes DVB-T2 et HEVC/H.265 depuis l'émetteur de la tour Eiffel à Paris. Ces nouvelles normes, déjà utilisées dans d'autres pays, pourraient permettre de diffuser sur la TNT des chaînes en haute définition à balayage progressif (1080p) — contre de la HD à balayage entrelacée (1080i) jusqu'à maintenant — ou des chaînes en ultra-haute définition,,,. D'autres expérimentations ont lieu en 2016 et 2017 à Rennes et Paris,.
Chaque année entre 2014 et 2023, France Télévisions retransmet le Tournoi de Roland-Garros en ultra-haute définition sur une chaîne évènementielle baptisée France TV Sport UHD, diffusée sur les zones de Paris, Nantes et Toulouse sur les canaux no 81, 82 et 83,,,,,,,,,. Du 12 au 22 septembre 2018, Arte réalise des tests grandeur nature de diffusion de ses programmes en UHD et HD améliorée avec HDR, accessibles sur les zones de Paris, Nantes et Toulouse sur les canaux no 81 et 82. Une autre chaîne évènementielle baptisée Réunion La 1re UHD est lancée pour suivre l'édition 2021 du Grand Raid à La Réunion. Cette chaîne temporaire est disponible dans le département d'outre-mer mais également en métropole sur les zones de Paris, Nantes et Toulouse sur le canal no 81. L'expérimentation est renouvelée lors des éditions 2022 et 2023,.
Le CSA engage des travaux préparatoires en 2017 avec l’ensemble des acteurs du secteur pour préparer les prochaines évolutions de la TNT en France. Les Jeux olympiques de Paris en 2024 constituent l’horizon auquel une plateforme TNT modernisée serait proposée aux téléspectateurs. Des travaux sont engagés au premier trimestre 2018 pour les standards d’images et de son. Un nouveau multiplex pourrait être déployé sur une partie du territoire métropolitain pour assurer la couverture de 60 % de la population.
Dolby et TDF annoncent en avril 2021 de nouvelles expérimentations à Paris, Nantes et Toulouse en utilisant pour le son la norme Dolby AC-4. Cette dernière permet de séparer chaque élément audio (musiques, voix, audio-description, version originale…) et de les régler indépendamment. Bien que cette nouvelle norme permettrait de réduire grandement la bande passante, elle pourrait ne pas être compatible avec un tiers des téléviseurs 4K actuellement sur le marché. De plus, les constructeurs doivent payer une licence pour pouvoir intégrer cette technologie sur leur produit.
Le 10 mars 2023, le groupe France Télévisions ouvre un appel d'offres sur le marché de service d'un transport de multiplex TNT ultra-haute définition (UHD) en France métropolitaine. Le groupe public de télévision souhaite en effet lancer les versions UHD des chaînes France 2 et France 3 avant le début des Jeux olympiques de Paris. Pour mener à bien cette opération, des travaux sont engagés sur un certain nombre d'émetteurs. Un multiplex précurseur utilisant des normes nouvelles (DVB-T2 et HEVC) est progressivement déployé à partir de septembre 2023 sur les différents sites concernés.
Le 24 mai 2023, le gouvernement demande à l’Arcom (ex-CSA) d’autoriser France Télévisions à diffuser en ultra-haute définition les chaînes France 2 et France 3, en métropole comme en outre-mer, à partir de 2024. En réaction, l'Arcom ouvre le 21 juillet 2023 une consultation publique sur la préparation du lancement de services de la TNT en ultra-haute définition dans le but de recueillir les avis des acteurs de l'audiovisuel sur le sujet. Outre la diffusion en ultra-haute définition des chaînes publiques France 2 et France 3 demandé par France Télévisions, le communiqué de l'Arcom souligne que d'autres acteurs ont manifesté un intérêt à opérer une diffusion de leurs services en UHD. Cette consultation vise également à déterminer la capacité du nouveau multiplex déployé et notamment, le nombre de services en ultra-haute définition qu’il peut héberger. Dans le cadre des travaux engagés depuis plusieurs années par l'Autorité, deux formats améliorés ont été identifiés : un premier, baptisé « HD-HDR », qui se caractérise par une résolution en haute définition complète (dite « Full HD ») et des améliorations du contraste et des couleurs (« HDR » pour « High Dynamic Range ») ; un second, nommé UHD, qui présente, outre ces mêmes améliorations du contraste et des couleurs, une résolution spatiale qui est quatre fois supérieure à celle du format HD-HDR, ce qui permet d’afficher plus de détails à l’écran,.
Le 25 octobre 2023, l'Arcom autorise France Télévisions à diffuser France 2 et France 3 (antenne nationale) en qualité UHD sur le territoire métropolitain. Concernant l'autorisation de France 3, la durée de diffusion en UHD est limitée à une période de 2 mois, soit du 10 juillet au 10 septembre 2024.
Le démarrage en test de France 2 et France 3 au format UHD a lieu le 11 décembre 2023 sur l'émetteur de la tour Eiffel. D’autres tests sont également effectués via un tout petit nombre d’émetteurs. Cette phase d'expérimentation permet d'effectuer les derniers réglages techniques afin de garantir une diffusion optimale en vue du lancement officiel prévu pour le début de l'année 2024 sur plusieurs grandes villes,.
L'allumage officiel du nouveau multiplex R9 diffusant France 2 UHD débute à partir de janvier 2024 et se déroule en huit phases successives,, : première phase le 23 janvier avec l'allumage sur 19 émetteurs couvrant les zones de Paris, Nantes, Bordeaux, Angers, Saint-Nazaire, Meaux, La Roche-sur-Yon, Corbeil-Essonnes et Melun ; deuxième phase le 27 février avec l'allumage sur 8 émetteurs couvrant les zones de Toulouse, Rennes, Saint-Malo et Agen ; troisième phase le 2 avril avec l'allumage sur 20 émetteurs couvrant les zones de Marseille, Montpellier, Avignon, Lorient, Vannes, Alès et Laval ; quatrième phase le 23 avril avec l'allumage sur 23 émetteurs couvrant les zones de Lyon, Saint-Étienne, Le Mans, Rouen, Évreux, Mantes-la-Jolie, Saint-Chamond et Roanne ; cinquième phase le 22 mai avec l'allumage sur 12 émetteurs couvrant les zones de Clermont-Ferrand, Tours, Annecy, Quimper, Blois et Carcassonne ; sixième phase le 11 juin avec l'allumage sur 32 émetteurs couvrant les zones de Brest, Limoges, Perpignan, Orléans, Pau, Troyes, Niort, Saint-Brieuc, Angoulême, Auxerre, Romans-sur-Isère, Nevers et Châtellerault ; septième phase le 9 juillet avec l'allumage sur 76 émetteurs couvrant les zones de Nice, Toulon, Le Havre, Dijon, Grenoble, Caen, Poitiers, La Rochelle, Ajaccio, Cannes, Valence, Chambéry, Hyères, Bayonne, Albi, Bastia, Brive-la-Gaillarde, Gap, Draguignan, Chartres, Mâcon, Montluçon, Épinal, Vienne, Dreux et Menton ; dernière phase les 18 et 22 juillet avec l'allumage sur 21 émetteurs couvrant les zones de Strasbourg, Lille, Reims, Amiens, Besançon, Nancy, Saint-Quentin, Grasse, Charleville-Mézières, Belfort, Valenciennes et Creil. Au total, 226 émetteurs (211 en métropole et 15 en outre-mer) sont concernés par ce déploiement qui permettra de couvrir, à terme, près des trois quarts de la population française,.
Le 7 mai 2024, l'Arcom délivre une autorisation à la chaîne M6 pour une diffusion temporaire en HD-HDR, c'est-à-dire en Full HD (1920 × 1080 pixels) à balayage progressif (1080p) avec HDR. La chaîne est autorisée à émettre du 14 juin au 14 juillet 2024 pour permettre la retransmission des matchs de l'Euro de football en haute définition améliorée. Elle occupera le multiplex R9 lancé en janvier 2024 et exploitant les normes DVB-T2 et HEVC,.

### Norme HbbTV
La norme Hybrid Broadcast Broadband TV (HbbTV) permet d'apporter de l’interactivité aux utilisateurs de la TNT et offre un accès à des services associés. Elle allie diffusion, IPTV et transmission de services en haut débit, via des téléviseurs et des adaptateurs connectés. Elle offre également le moyen d’accéder à d’autres contenus éventuellement proposés par les diffuseurs de télévision, y compris la télévision à diffusion traditionnelle, la vidéo à la demande et les services de télévision à la demande.
Les premières expérimentations sur la TNT débutent en mai 2011 à l'occasion des Internationaux de France de tennis. Les chaînes concernées par ces tests sont France 2 HD et France 4. La chaîne NRJ 12 propose quant à elle ses premiers contenus interactifs à partir de juillet 2011. À l'issue des expérimentations menées lors du tournoi de Roland-Garros, le groupe France Télévisions lance son portail HbbTV sur la TNT début septembre 2011. D'autres chaînes comme M6 et Arte réalisent des expérimentations en lien avec des applications interactives. Du côté d'Arte, une application baptisée Arte+7 qui permet de regarder des émissions en replay est testée via les flux HbbTV. En novembre 2011, l'AFDESI lance un bouquet de services en HbbTV sur la TNT dans la région d’Auxerre, baptisé « Mes Services TV » et accessible sur le canal no 29. Il s’agit d’une offre pilote comprenant différents types de contenus (jeux, infos, VOD, paris sportifs, services pratiques, etc.).
À partir de 2012, les chaînes TF1, Direct 8 (puis D8) et Direct Star (puis D17) proposent à leur tour des contenus interactifs sur la TNT. Début juillet 2012, France Télévisions lance l'application Salto en TV connectée qui permet de reprendre au début un programme en cours de diffusion. Cette fonction gratuite est proposée tous les jours pour les programmes diffusés à partir de 20 h sur France 2, France 3, France 4, France 5 et France Ô.
Début 2013, I-Télé lance son application interactive sur la TNT. À partir du 16 septembre 2013, les deux chaînes parlementaires diffusées en temps partagé sur la TNT lancent chacune leur application interactive. Celle de LCP-AN est dénommée Salto (marque créée par France Télévisions) tandis que celle de Public Sénat s'intitule « Retour au début du programme ».
Le 2 avril 2014, Chérie 25 lance son application HbbTV et propose ainsi de nouveaux services complémentaires (télévision de rattrapage et grille TV). L'application intègre également des passerelles vers les autres contenus du groupe NRJ. On retrouve ainsi l'application HbbTV de NRJ 12 entièrement mise à jour en adoptant la même interface. De son côté, Gulli lance son application Gulli Replay sur les TV connectées au 3e trimestre de 2014.
En juin 2016, France Télévisions abandonne le HbbTV et son application Salto lancée en 2012. L'arrêt de Salto permet de gagner de la capacité en bande passante et ainsi faire de la place dans le multiplex R1 pour le lancement de la nouvelle chaîne d'information publique France Info.
Le 8 avril 2021, le service interactif Arte.tv est lancé sur le canal no 77 via les flux HbbTV pour une expérimentation de 6 mois. Ce service fonctionne uniquement pour les téléspectateurs possédant une télévision connectée à Internet et suffisamment récente pour lire la norme HbbTV. À partir du 19 avril, deux autres services sont également lancés. Le premier, baptisé « Le portail interactif de la TNT » est accessible sur le canal no 50, regroupant les plateformes Arte.tv, Salto, NRJ Play ainsi qu'un guide électronique des programmes géré par France Télévisions, TF1 et M6,. Le second, Salto, plateforme SVOD relancée en 2020 par les groupes France Télévisions, TF1 et M6, est disponible sur le canal no 51,. Le portail interactif et Salto disparaissent de la TNT le 15 janvier 2022 en raison de tests peu concluants. L'expérimentation du service Arte.tv, connaissant quant à elle un meilleur succès, est prolongée par l'Arcom jusqu'au 31 janvier 2026,.
En janvier 2025, le groupe M6 rend accessible sa plateforme de streaming, M6+, sur la TNT en utilisant la technologie HbbTV. Cette application est accessible via les chaînes M6, W9 et 6ter sur les téléviseurs connectés, compatibles avec la norme HbbTV 2.0,.

### Technologie 5G Broadcast
TowerCast, filiale du groupe NRJ spécialisée dans la radio et la télédiffusion, travaille depuis le début de l'année 2016 sur l'évolution de la technologie 5G Broadcast et depuis 2018 sur la mise en service du réseau. Cette technologie, intégrée à la 5G depuis 2017 et issue du monde des télécoms permet d’adresser les terminaux mobiles grâce à un flux de broadcast. TowerCast décrit la 5G Broadcast comme étant « la promesse d'une expérience linéaire complémentaire, seamless et indépendante, qui s'appuie sur des points hauts broadcast afin d'offrir une expérience de consommation de contenus audiovisuels unique aux téléspectateurs. Ainsi, une zone comme Paris peut alors être couverte par quelques points hauts synchronisés, contrairement à plusieurs centaines pour les opérateurs ». Grâce à cette technologie, tout smartphone compatible 5G pourrait alors, indépendamment de l’abonnement mobile et de sa carte SIM, recevoir l'ensemble des chaînes de la TNT, mais aussi des services de télévision de replay comme la vidéo à la demande.
En juillet 2022, on apprend que les acteurs de l’industrie veulent se servir des Jeux olympiques de 2024 pour développer cette technologie à grande échelle en France. De plus, la 5G Broadcast a déjà été testée durant l'année 2022 lors de la retransmission des matchs du Tournoi de Roland-Garros et du Concours Eurovision de la chanson. Le directeur général de TowerCast explique que « la 5G est une petite révolution pour nous. La TNT, vous l’aurez dans la poche. Cette mobilité, c’est du temps d’audience à capter pour les éditeurs ». Cependant, tout n’est pas encore prêt pour un lancement à grande échelle. En effet, la démonstration a été réalisée sur des smartphones spécifiques fournis par Qualcomm, les puces supportant cette technologie n’étant pas produites en masse ou intégrées par les fabricants. Toutefois, cela pourrait changer d’ici 2024 à 2026.
À l’occasion de l'édition 2023 du Tournoi de Roland-Garros, l'entreprise TDF obtient l'autorisation de l'Arcom pour expérimenter la diffusion de contenus audiovisuels de France Télévisions avec la technologie 5G Broadcast, depuis la tour Eiffel avec des tests de réception en mobilité sur smartphone dans l’enceinte du tournoi. Cette innovation permettra ainsi de recevoir la TNT en extérieur, c’est-à-dire depuis un smartphone compatible 5G Broadcast, sans abonnement de téléphonie mobile, ni Wi-Fi,.
De juillet à septembre 2024, à l’occasion des JO de Paris, TDF expérimente un live test de diffusion TNT en 5G Broadcast sur une zone de couverture restreinte. Un peu plus de 200 utilisateurs sélectionnés pourront tester des modèles de smartphones équipés d’une puce Qualcomm et spécialement configurés pour permettre la réception de la télévision en 5G Broadcast via une application dédiée. Dans les zones couvertes par l’expérimentation (Paris et ses alentours, Nantes et Bordeaux), les « testeurs » pourront ainsi regarder sur ces téléphones, en mobilité, les chaînes France 2 (ou France 3 à certains horaires), France 24 et Arte. La technologie 5G Broadcast pourrait être disponible en standard d’ici 2027 sur les smartphones grand public,.

## Chaînes
En France métropolitaine, les chaînes nationales sont disponibles dès le lancement de la TNT le 31 mars 2005 tandis que les premières chaînes locales sont apparues le 13 septembre 2007, soit deux ans et demi plus tard.
En France d'outre-mer, les chaînes nationales ainsi que les premières chaînes locales sont disponibles lors du lancement de la TNT le 30 novembre 2010, soit plus de cinq ans et demi après le lancement de la TNT en France métropolitaine.

### France métropolitaine
En France métropolitaine, la télévision numérique terrestre (TNT) compte 26 chaînes nationales différentes — dont 7 chaînes publiques, 17 chaînes privées gratuites et 1 chaînes privée payante (avec des plages en clair ou non) — et 42 chaînes locales.

#### Chaînes nationales
| No | Chaîne             | Logo | Type                 | Propriétaire                               | Siège                | Accès                    | Début de diffusion                                                                 | Multiplex | Format      |
| -- | ------------------ | ---- | -------------------- | ------------------------------------------ | -------------------- | ------------------------ | ---------------------------------------------------------------------------------- | --------- | ----------- |
| 1  | TF1                |      | Généraliste privée   | Groupe TF1                                 | Boulogne-Billancourt | Gratuit                  | 31 mars 2005                                                                       | R6        | HD (1080i)  |
| 2  | France 2           |      | Généraliste publique | France Télévisions                         | Paris                | Gratuit                  | 31 mars 2005                                                                       | R1        | HD (1080i)  |
| 3  | France 3           |      | Généraliste publique | France Télévisions                         | Paris                | Gratuit                  | 31 mars 2005                                                                       | R1        | HD (1080i)  |
| 4  | France 4           |      | Généraliste publique | France Télévisions                         | Paris                | Gratuit                  | 31 mars 2005                                                                       | R1        | HD (1080i)  |
| 5  | France 5           |      | Généraliste publique | France Télévisions                         | Paris                | Gratuit                  | 31 mars 2005                                                                       | R4        | HD (1080i)  |
| 6  | M6                 |      | Généraliste privée   | Groupe M6                                  | Neuilly-sur-Seine    | Gratuit                  | 31 mars 2005                                                                       | R4        | HD (1080i)  |
| 7  | Arte               |      | Généraliste publique | Arte France                                | Strasbourg           | Gratuit                  | 31 mars 2005                                                                       | R4        | HD (1080i)  |
| 8  | LCP                |      | Thématique publique  | Assemblée nationale, Sénat                 | Paris                | Gratuit                  | 31 mars 2005                                                                       | R6        | HD (1080i)  |
| 9  | W9                 |      | Généraliste privée   | Groupe M6                                  | Neuilly-sur-Seine    | Gratuit                  | 31 mars 2005                                                                       | R4        | HD (1080i)  |
| 10 | TMC                |      | Généraliste privée   | Groupe TF1                                 | Boulogne-Billancourt | Gratuit                  | 31 mars 2005                                                                       | R6        | HD (1080i)  |
| 11 | TFX                |      | Généraliste privée   | Groupe TF1                                 | Boulogne-Billancourt | Gratuit                  | 31 mars 2005 (NT1) 30 janvier 2018 (TFX)                                           | R6        | HD (1080i)  |
| 12 | Gulli              |      | Généraliste privée   | Groupe M6                                  | Neuilly-sur-Seine    | Gratuit                  | 18 novembre 2005                                                                   | R2        | HD (1080i)  |
| 13 | BFM TV             |      | Thématique privée    | Groupe RMC BFM                             | Paris                | Gratuit                  | 28 novembre 2005                                                                   | R2        | HD (1080i)  |
| 14 | CNews              |      | Thématique privée    | Groupe Canal+                              | Issy-les-Moulineaux  | Gratuit                  | 14 octobre 2005 (I>Télé) 27 février 2017 (CNews)                                   | R2        | HD (1080i)  |
| 15 | LCI                |      | Thématique privée    | Groupe TF1                                 | Boulogne-Billancourt | Gratuit                  | 5 avril 2016                                                                       | R6        | HD (1080i)  |
| 16 | France Info        |      | Thématique publique  | France Télévisions                         | Paris                | Gratuit                  | 1er septembre 2016                                                                 | R1        | HD (1080i)  |
| 17 | CStar              |      | Généraliste privée   | Groupe Canal+                              | Issy-les-Moulineaux  | Gratuit                  | 31 mars 2005 (Europe2TV) 5 septembre 2016 (CStar)                                  | R2        | HD (1080i)  |
| 18 | T18                |      | Généraliste privée   | Czech Media Invest                         | Issy-les-Moulineaux  | Gratuit                  | 6 juin 2025                                                                        | R2        | HD (1080i)  |
| 19 | Novo 19            |      | Généraliste privée   | Groupe SIPA Ouest-France                   | Rennes               | Gratuit                  | 1er septembre 2025                                                                 | R2        | HD (1080i)  |
| 20 | TF1 Séries Films   |      | Généraliste privée   | Groupe TF1                                 | Boulogne-Billancourt | Gratuit                  | 12 décembre 2012 (HD1) 29 janvier 2018 (TF1 Séries Films)                          | R7        | HD (1080i)  |
| 21 | La chaîne L'Équipe |      | Thématique privée    | Groupe Amaury                              | Boulogne-Billancourt | Gratuit                  | 3 septembre 2016                                                                   | R7        | HD (1080i)  |
| 22 | 6ter               |      | Généraliste privée   | Groupe M6                                  | Neuilly-sur-Seine    | Gratuit                  | 12 décembre 2012                                                                   | R4        | HD (1080i)  |
| 23 | RMC Story          |      | Généraliste privée   | Groupe RMC BFM                             | Paris                | Gratuit                  | 12 décembre 2012 (Numéro 23) 3 septembre 2018 (RMC Story) 24 aout 2025 (RMC Life), | R7        | HD (1080i)  |
| 24 | RMC Découverte     |      | Thématique privée    | Groupe RMC BFM                             | Paris                | Gratuit                  | 12 décembre 2012 (RMC Découverte) 24 aout 2025 (RMC Docs),                         | R7        | HD (1080i)  |
| 25 | Chérie 25          |      | Généraliste privée   | NRJ Group Groupe RMC-BFM (achat en cours), | Paris                | Gratuit                  | 12 décembre 2012                                                                   | R7        | HD (1080i)  |
| 26 | Paris Première     |      | Généraliste privée   | Groupe M6                                  | Neuilly-sur-Seine    | Payant (plages en clair) | 17 novembre 2005                                                                   | R4        | HD (1080i)  |
| 52 | France 2 UHD       |      | Généraliste publique | France Télévisions                         | Paris                | Gratuit                  | 23 janvier 2024                                                                    | R9        | UHD (2160p) |

#### Chaînes locales
| No | Chaîne                      | Logo | Propriétaire                                               | Membre                      | Zone(s) de diffusion                                       | Département                            | Région                     | Début de diffusion | Échéance de l'autorisation                                                     | Multiplex et/ou simplex | Format     |
| -- | --------------------------- | ---- | ---------------------------------------------------------- | --------------------------- | ---------------------------------------------------------- | -------------------------------------- | -------------------------- | ------------------ | ------------------------------------------------------------------------------ | ----------------------- | ---------- |
| 30 | Angers Télé                 |      | Media7                                                     | Locales.tv                  | Angers                                                     | Maine-et-Loire                         | Pays de la Loire           | 21 février 2013    | 20 février 2028                                                                | R1                      | HD (1080i) |
| 30 | BFM Alsace                  |      | RMC BFM                                                    | BFM Locales                 | Strasbourg, Mulhouse                                       | Bas-Rhin & Haut-Rhin                   | Grand Est                  | 28 juin 2022       | Autorisation expirée                                                           | R1                      | HD (1080i) |
| 30 | BFM Lyon                    |      | RMC BFM                                                    | BFM Locales                 | Lyon, Villefranche-sur-Saône, Vienne                       | Rhône & Isère                          | Auvergne-Rhône-Alpes       | 3 septembre 2019   | Autorisation expirée                                                           | R1, R15                 | HD (1080i) |
| 30 | BFM Marseille Provence      |      | RMC BFM                                                    | BFM Locales                 | Marseille                                                  | Bouches-du-Rhône                       | Provence-Alpes-Côte d'Azur | 5 juillet 2021     | 5 décembre 2026                                                                | R1                      | HD (1080i) |
| 30 | BFM Toulon Var              |      | RMC BFM                                                    | BFM Locales                 | Toulon, Hyères                                             | Var                                    | Provence-Alpes-Côte d'Azur | 5 juillet 2021     | 5 décembre 2026                                                                | R1                      | HD (1080i) |
| 30 | Télé Paese                  |      | Franco Farsetti                                            | Locales.tv                  | Ajaccio, Bastia, Corte, Porto-Vecchio, Calvi, L’Île-Rousse | Corse-du-Sud & Haute-Corse             | Corse                      | 24 mai 2011        | 31 juillet 2031                                                                | R1                      | HD (1080i) |
| 30 | TVPI                        |      | Groupe Sud Ouest                                           | Territoires.tv & Locales.tv | Bayonne                                                    | Pyrénées-Atlantiques                   | Nouvelle-Aquitaine         | 28 juillet 2009    | 2 juillet 2034                                                                 | R1                      | HD (1080i) |
| 30 | Wéo Nord-Pas-de-Calais      |      | Groupe Rossel La Voix                                      | Territoires.tv & Locales.tv | Lille                                                      | Nord                                   | Hauts-de-France            | 17 avril 2009      | 6 avril 2034                                                                   | R1                      | HD (1080i) |
| 31 | 8 Mont-Blanc                |      | Mountain Next                                              |                             | Savoie, Haute-Savoie                                       | Savoie & Haute-Savoie                  | Auvergne-Rhône-Alpes       | 17 janvier 2013    | 31 mars 2030                                                                   | R15                     | HD (1080i) |
| 31 | BFM DICI Alpes du Sud       |      | RMC BFM                                                    | BFM Locales                 | Gap                                                        | Hautes-Alpes                           | Provence-Alpes-Côte d'Azur | 9 mars 2021        | 1er avril 2028                                                                 | R1                      | HD (1080i) |
| 31 | BFM DICI Haute-Provence     |      | RMC BFM                                                    | BFM Locales                 | Digne-les-Bains, Serres, Sisteron, Château-Arnoux          | Alpes-de-Haute-Provence & Hautes-Alpes | Provence-Alpes-Côte d’Azur | 9 mars 2021        | 1er avril 2028                                                                 | R15                     | HD (1080i) |
| 31 | BFM Grand Lille             |      | RMC BFM                                                    | BFM Locales                 | Lille                                                      | Nord                                   | Hauts-de-France            | 3 février 2020     | 1er avril 2028                                                                 | R15                     | HD (1080i) |
| 31 | BFM Nice Côte d'Azur        |      | RMC BFM                                                    | BFM Locales                 | Nice, Menton, Cannes, Grasse, Saint-Raphaël, Mercantour    | Alpes-Maritimes & Var                  | Provence-Alpes-Côte d’Azur | 5 juillet 2021     | 1er avril 2028                                                                 | R1                      | HD (1080i) |
| 31 | Canal 31                    |      | Laurent Brochet (Night TV), Association Bocal (Télé Bocal) | Locales.tv pour Télé Bocal  | Région parisienne                                          |                                        | Île-de-France              | 12 décembre 2012   | 1er avril 2025 (TV Pitchoun Paris IDF), 19 mars 2033 (Télé Bocal et Night TV), | Multi 7                 | HD (1080i) |
| 31 | Tébéo                       |      | Groupe Télégramme                                          | Territoires.tv & Locales.tv | Brest                                                      | Finistère                              | Bretagne                   | 30 novembre 2009   | 29 novembre 2024                                                               | R1                      | HD (1080i) |
| 31 | Télénantes                  |      | Media7, Groupe SIPA Ouest-France                           |                             | Nantes                                                     | Loire-Atlantique                       | Pays de la Loire           | 13 septembre 2007  | 1er mai 2026                                                                   | R1                      | HD (1080i) |
| 31 | TL7                         |      | Yves Faure                                                 | Locales.tv                  | Saint-Étienne, Roanne                                      | Loire                                  | Auvergne-Rhône-Alpes       | 1er décembre 2008  | 26 octobre 2031,                                                               | R1                      | HD (1080i) |
| 31 | Vosges TV                   |      | Conseil départemental des Vosges                           | Locales.tv                  | Épinal, Vittel                                             | Vosges                                 | Grand Est                  | 17 mai 2021        | 21 mai 2034                                                                    | R1                      | HD (1080i) |
| 32 | 20 Minutes TV Île-de-France |      | Groupe Rossel La Voix, Groupe SIPA Ouest-France            | Locales.tv                  | Région parisienne                                          |                                        | Île-de-France              | 30 mai 2023        |                                                                                | Multi 7                 | HD (1080i) |
| 32 | BFM Grand Littoral          |      | RMC BFM                                                    | BFM Locales                 | Boulogne-sur-Mer, Dunkerque                                | Pas-de-Calais & Nord                   | Hauts-de-France            | 3 février 2020     |                                                                                | R1                      | HD (1080i) |
| 32 | Canal 32                    |      | Fabrice Schlosser                                          | Locales.tv                  | Troyes                                                     | Aube                                   | Grand Est                  | 13 septembre 2007  |                                                                                | R15                     | HD (1080i) |
| 33 | BFM Normandie               |      | RMC BFM                                                    | BFM Locales                 | Rouen, Neufchâtel-en-Bray                                  | Seine-Maritime                         | Normandie                  | 28 septembre 2022  |                                                                                | R1                      | HD (1080i) |
| 33 | France 3 Via Stella         |      | France Télévisions                                         |                             | Ajaccio                                                    | Corse-du-Sud                           | Corse                      | 6 janvier 2012     | ∅                                                                              | R1                      | HD (1080i) |
| 33 | LDV Média                   |      | Association Léonard de Vinci Média                         |                             | Monistrol-sur-Loire                                        | Haute-Loire                            | Auvergne-Rhône-Alpes       | 16 mars 2018       |                                                                                | R15                     | SD (576i)  |
| 33 | LMtv Sarthe                 |      | Pascal Brulon                                              | Locales.tv                  | Le Mans                                                    | Sarthe                                 | Pays de la Loire           | 15 septembre 2007  |                                                                                | R1                      | HD (1080i) |
| 33 | Moselle TV                  |      | SMNCA                                                      | Locales.tv                  | Metz, Forbach, Sarrebourg                                  | Moselle                                | Grand Est                  | 9 juillet 2021     |                                                                                | R1                      | HD (1080i) |
| 33 | TébéSud                     |      | Groupe Télégramme                                          | Territoires.tv & Locales.tv | Lorient, Vannes                                            | Morbihan                               | Bretagne                   | 27 septembre 2013  | 29 novembre 2029                                                               | R1                      | HD (1080i) |
| 33 | TLC                         |      | Régis Réveillé                                             | Locales.tv                  | Vendée, Maine-et-Loire                                     | Maine-et-Loire & Vendée                | Pays de la Loire           | 6 septembre 2010   |                                                                                | TVO                     | HD (1080i) |
| 33 | TV7                         |      | Groupe Sud Ouest                                           | Territoires.tv & Locales.tv | Bordeaux, Arcachon                                         | Gironde                                | Nouvelle-Aquitaine         | 13 septembre 2007  |                                                                                | R1                      | HD (1080i) |
| 34 | Le Figaro TV Île-de-France  |      | Groupe SECOM, Groupe Figaro                                | Locales.tv                  | Région parisienne                                          |                                        | Île-de-France              | 17 avril 2023      |                                                                                | Multi 7                 | HD (1080i) |
| 34 | MATÉLÉ                      |      | E-Facto, Groupe Rossel La Voix                             | Locales.tv                  | Saint-Quentin, Hirson, Laon                                | Aisne                                  | Hauts-de-France            | 17 mai 2013        |                                                                                | R1                      | HD (1080i) |
| 34 | TV Vendée                   |      | Département de la Vendée                                   | Locales.tv                  | Vendée, Maine-et-Loire                                     | Maine-et-Loire & Vendée                | Pays de la Loire           | 18 mai 2010        |                                                                                | TVO                     | HD (1080i) |
| 35 | TVR                         |      | Ville de Rennes, Groupe SIPA Ouest-France                  | Locales.tv                  | Rennes                                                     | Ille-et-Vilaine                        | Bretagne                   | 26 mars 2011       |                                                                                | R1                      | HD (1080i) |
| 35 | Wéo Picardie                |      | Groupe Rossel La Voix                                      | Territoires.tv & Locales.tv | Abbeville, Amiens                                          | Somme                                  | Hauts-de-France            | 6 mars 2017        | 6 décembre 2026                                                                | R1                      | HD (1080i) |
| 36 | Bip TV                      |      | EPCCI                                                      | Locales.tv                  | Issoudun, Argenton-sur-Creuse                              | Indre                                  | Centre-Val de Loire        | 13 septembre 2007  | 29 février 2032                                                                | R1, R15                 | HD (1080i) |
| 37 | Val de Loire TV             |      | Groupe NRCO                                                | Territoires.tv & Locales.tv | Tours, Blois                                               | Indre-et-Loire & Loir-et-Cher          | Centre-Val de Loire        | 13 septembre 2007  |                                                                                | R1                      | HD (1080i) |
| 38 | TéléGrenoble                |      | Gérard Balthazard                                          |                             | Grenoble, Voiron                                           | Isère                                  | Auvergne-Rhône-Alpes       | 13 septembre 2007  |                                                                                | R1                      | HD (1080i) |

### France d'outre-mer
En France d'outre-mer, la télévision numérique terrestre (TNT) compte seulement 6 chaînes nationales publiques et 18 chaînes locales (soit 1 à 4 chaînes locales par DROM-COM).

#### Chaînes nationales
| No     | Chaîne       | Logo | Type                 | Propriétaire       | Début de diffusion | Multiplex | Format      |
| ------ | ------------ | ---- | -------------------- | ------------------ | ------------------ | --------- | ----------- |
| 2/3/4  | France 2     |      | Généraliste publique | France Télévisions | 30 novembre 2010   | ROM1      | SD (576i)   |
| 3/4/5  | France 3     |      | Généraliste publique | France Télévisions | 30 novembre 2010   | ROM1      | SD (576i)   |
| 4/5/6  | France 4     |      | Généraliste publique | France Télévisions | 30 novembre 2010   | ROM1      | SD (576i)   |
| 5/6/7  | France 5     |      | Généraliste publique | France Télévisions | 30 novembre 2010   | ROM1      | SD (576i)   |
| 7/8/9  | Arte         |      | Généraliste publique | Arte France        | 30 novembre 2010   | ROM1      | SD (576i)   |
| 8/9/10 | France Info  |      | Thématique publique  | France Télévisions | 8 avril 2019       | ROM1      | SD (576i)   |
| 22     | France 2 UHD |      | Généraliste publique | France Télévisions | 23 janvier 2024    | ROMU      | UHD (2160p) |

#### Chaînes locales
| Zone de diffusion        | No | Chaîne                          | Logo | Propriétaire               | Début de diffusion | Multiplex ou simplex | Format     |
| ------------------------ | -- | ------------------------------- | ---- | -------------------------- | ------------------ | -------------------- | ---------- |
| Guadeloupe               | 1  | Guadeloupe La 1re               |      | France Télévisions         | 1er janvier 2018   | ROM1                 | HD (1080i) |
| Guadeloupe               | 3  | Canal 10                        |      | Lisa Rodriguez             | 30 novembre 2010   | ROM1                 | SD (576i)  |
| Guyane                   | 1  | Guyane La 1re                   |      | France Télévisions         | 1er janvier 2018   | ROM1                 | HD (1080i) |
| Martinique               | 1  | Martinique La 1re               |      | France Télévisions         | 1er janvier 2018   | ROM1                 | HD (1080i) |
| Martinique               | 2  | ViàATV                          |      | Bruno Ledoux, Xavier Magin | 11 octobre 2018    | ROM1                 | SD (576i)  |
| Martinique               | 3  | KMT                             |      | ADTMC                      | 30 novembre 2010   | ROM1                 | SD (576i)  |
| Martinique               | 11 | Zitata TV                       |      | Max Monrose                | 8 mai 2021         | ROML                 | SD (576i)  |
| Mayotte                  | 1  | Mayotte La 1re                  |      | France Télévisions         | 1er janvier 2018   | ROM1                 | HD (1080i) |
| Mayotte                  | 9  | Kwezi TV                        |      | Patrick Millan             | 31 mars 2012       | ROM1                 | SD (576i)  |
| Mayotte                  | 10 | Chiconi FM-TV                   |      | Association Chiconi FM     | 16 août 2022       | ROM1                 | SD (576i)  |
| Nouvelle-Calédonie       | 1  | Nouvelle-Calédonie La 1re       |      | France Télévisions         | 1er janvier 2018   | ROM1                 | HD (1080i) |
| Nouvelle-Calédonie       | 10 | Caledonia                       |      | Nouvelle-Calédonie         | 4 mai 2017         | ROM1                 | SD (576i)  |
| Polynésie française      | 1  | Polynésie La 1re                |      | France Télévisions         | 1er janvier 2018   | ROM1                 | HD (1080i) |
| Polynésie française      | 2  | TNTV                            |      | Polynésie française        | 30 novembre 2010   | ROM1                 | SD (576i)  |
| La Réunion               | 1  | Réunion La 1re                  |      | France Télévisions         | 1er janvier 2018   | ROM1                 | HD (1080i) |
| La Réunion               | 2  | Antenne Réunion                 |      | Cirano Group               | 30 novembre 2010   | ROM1                 | HD (1080i) |
| Saint-Barthélemy         | 1  | Guadeloupe La 1re               |      | France Télévisions         | 1er janvier 2018   | ROM1                 | HD (1080i) |
| Saint-Martin             | 1  | Guadeloupe La 1re               |      | France Télévisions         | 1er janvier 2018   | ROM1                 | HD (1080i) |
| Saint-Pierre-et-Miquelon | 1  | Saint-Pierre-et-Miquelon La 1re |      | France Télévisions         | 1er janvier 2018   | ROM1                 | HD (1080i) |
| Wallis-et-Futuna         | 1  | Wallis-et-Futuna La 1re         |      | France Télévisions         | 1er janvier 2018   | ROM1                 | HD (1080i) |

### Régions frontalières
Les Français vivant dans des zones frontalières peuvent recevoir partiellement ou intégralement les services de télévision numérique terrestre (TNT) des pays frontaliers sous réserve de compatibilité des équipements techniques et des normes de diffusion. Il est ainsi possible de capter :
- la TNT britannique — avec des chaînes en anglais comme BBC One, BBC Two, ITV ou Channel 4 — sur le littoral du Nord de la France, dans les régions Hauts-de-France et Normandie ;
- la TNT belge — avec des chaînes en français comme La Une, Tipik ou La Trois — dans les régions Hauts-de-France et Grand Est ;
- la TNT luxembourgeoise — avec des chaînes en français, en luxembourgeois et en néerlandais comme RTL Télé Lëtzebuerg, RTL Zwee, RTL 4, RTL 7 ou RTL 8 — dans la région Grand Est ;
- la TNT allemande — avec des chaînes en allemand comme Das Erste, ZDF, SWR Fernsehen, KiKA ou 3sat — dans la région Grand Est ;
- la TNT suisse (Grand Genève & région Lémanique/Jura Suisse Chasseral) — avec les chaînes publiques francophones RTS 1 et RTS 2, germanophones comme SRF 1, ainsi que plusieurs chaînes privées (réception variable selon l'émetteur) comme Léman Bleu, CARAC1, CARAC2, CARAC3 et CARAC4 — dans les régions Grand Est, Bourgogne-Franche-Comté et Auvergne-Rhône-Alpes ;
- la TNT italienne — avec des chaînes en italien comme Rai 1, Rai 2, Rete 4 ou Canale 5 — dans les régions Auvergne-Rhône-Alpes et Provence-Alpes-Côte d'Azur ;
- la TNT espagnole — avec des chaînes en espagnol comme La 1, La 2, Antena 3 ou Telecinco — dans le sud des régions Occitanie et Nouvelle-Aquitaine, ainsi que des chaînes régionales espagnoles, comme les chaînes basques d'EiTB dans le Pays basque français, ou encore la chaîne Catalane TV3 dans les Pyrénées-Orientales.

### Anciennes chaînes
De nombreuses chaînes nationales ou locales, métropolitaines et/ou ultra-marines ont été diffusées sur la TNT et n'en font plus partie. Soit elles se sont arrêtées — généralement pour des raisons économiques —, soit ont été renommées, soit ont abandonné ce moyen de diffusion.

#### Chaînes nationales en métropole
- canal 17 : Europe 2 TV puis Virgin 17 puis Direct Star puis D17 : chaîne généraliste privée gratuite des groupes MCM puis Bolloré puis Canal+ devenue CStar le 5 septembre 2016;
- canal 34 : AB1 : chaîne généraliste privée payante d'AB Groupe diffusée du 15 février 2006 au 30 octobre 2008 (sortie de la TNT) ;
- canal 47 : Canal J : chaîne thématique privée payante de Lagardère Active diffusée du 21 novembre 2005 au 30 avril 2009 (sortie de la TNT) ;
- canal 35 : Planète : chaîne thématique privée payante du groupe Canal+ diffusée du 21 novembre 2005 au 17 mai 2011 (renommée Planète+) ;
- canal 30 : TPS Star : chaîne thématique privée payante du groupe Canal+ diffusée du 6 mars 2006 au 4 mai 2012 (disparue) ;
- canal 34 : CFoot : chaîne thématique privée payante de la Ligue de football professionnel diffusée du 28 juillet 2011 au 31 mai 2012 (disparue) ;
- canal 36 puis 46 : TF6 : chaîne généraliste privée payante du groupe TF1 et du groupe M6 diffusée du 15 février 2006 au 31 décembre 2014 (disparue) ;
- canal 39 puis 49 : Eurosport : chaîne thématique privée payante du groupe TF1 diffusée du 21 novembre 2005 au 21 janvier 2015 (sortie de la TNT) ;
- canal 21 : L'Équipe 21 : chaîne thématique privée gratuite du groupe Amaury diffusée du 12 décembre 2012 au 3 septembre 2016 (renommée L'Équipe) ;
- canal 16 : I-Télé : chaîne thématique privée gratuite du groupe Canal+ diffusée du 14 octobre 2005 au 27 février 2017 (renommée CNews) ;
- canal 20 : HD1 : chaîne généraliste privée gratuite du groupe TF1 diffusée du 12 décembre 2012 au 29 janvier 2018 (renommée TF1 Séries Films) ;
- canal 11 : NT1 : chaîne généraliste privée gratuite du groupe TF1 diffusée du 31 mars 2005 au 30 janvier 2018 (renommée TFX) ;
- canal 23 : Numéro 23 : chaîne thématique privée gratuite de NextRadioTV diffusée du 12 décembre 2012 au 3 septembre 2018 (renommée RMC Story) ;
- canal 19 : France Ô : chaîne généraliste publique de France Télévisions diffusée du 15 juin 2010 au 24 août 2020 (disparue) ;
- canal 19 : Culturebox : chaîne thématique publique de France Télévisions diffusée du 1er février au 20 août 2021 (disparue) ;
- canal 33 puis 43 : Canal+ Cinéma : chaîne thématique privée payante du groupe Canal+ diffusée du 21 novembre 2005 au 1er septembre 2023 (renommée Canal+ Cinéma(s)) ;
- canal 8 : Direct 8 puis D8 puis C8 : chaîne généraliste privée gratuite de Bolloré puis Canal+ diffusée du 31 mars 2005 au 28 février 2025 (disparue) ;
- canal 12 : NRJ 12 : chaîne généraliste privée gratuite du groupe NRJ diffusée du 31 mars 2005 au 28 février 2025 (disparue).
- canal 25 : Chérie 25 : chaîne généraliste privée gratuite du groupe NRJ diffusée du 12 décembre 2012 à une date encore non-définie (d'ici à la fin de l'année 2025) (bientôt disparue)[246],[245].

#### Chaînes locales en métropole
- Télé 102 : diffusée sur la zone des Sables-d'Olonne (disparue) ;
- Canal 8 : diffusée du 13 au 15 septembre 2007 sur la zone du Mans (renommée LMtv Sarthe) ;
- Alsatic TV : diffusée du 1er septembre 2008 à septembre 2009 sur les zones de Strasbourg et Mulhouse (renommée Alsace 20) ;
- Cityzen TV : diffusée du 13 septembre 2007 à novembre 2009 sur la zone de Caen (disparue) ;
- Angers 7 : diffusée du 13 septembre 2007 au 13 mai 2010 sur la zone d'Angers (disparue) ;
- TSV : diffusée du 18 au 20 mai 2010 en Vendée (disparue) ;
- Images Plus : diffusée du 22 mai 2009 au 21 mai 2010 sur les zones d'Épinal et Vittel (renommée Vosges Télévision) ;
- France Ô : diffusée du 24 septembre 2007 au 15 juillet 2010 en Île-de-France (sortie de la TNT locale métropolitaine) ;
- Canal Cholet : diffusée du 6 août au 6 septembre 2010 en Vendée et Maine-et-Loire (renommée TLC) ;
- Cap 24 : diffusée du 20 mars 2008 au 12 octobre 2010 en région parisienne (renommée BFM Business Paris) ;
- 7L TV : diffusée du 13 septembre 2007 au 7 février 2011 sur la zone de Montpellier (renommée TV Sud Montpellier) ;
- TéléMiroir : diffusée du 30 juin 2008 au 7 février 2011 sur les zones de Nîmes et Alès (renommée TV Sud Camargue-Cévennes) ;
- TV Rennes 35 : diffusée du 13 septembre 2007 au 26 mars 2011 sur la zone de Rennes (renommée TVR) ;
- Orléans TV : diffusée du 13 septembre 2007 au 31 mars 2011 dans le Loiret (disparue) ;
- Nantes 7 : diffusée du 13 septembre 2007 au 23 mai 2011 en Loire-Atlantique (disparue) ;
- Canal 15 : diffusée du 18 mai 2010 au 6 juin 2011 en Vendée et Maine-et-Loire (disparue) ;
- Villages tv : diffusée du 25 septembre 2009 à fin 2011 dans la Vienne (disparue) ;
- TV77 : diffusée du 15 juin 2009 au 16 mars 2012 sur la zone de Meaux (disparue) ;
- Canal 21 : diffusée du 20 mars 2008 au 12 décembre 2012 en région parisienne (renommée Canal 31) ;
- Clermont 1re : diffusée du 13 septembre 2007 au 12 décembre 2012 dans le Puy-de-Dôme et l'Allier (renommée iC1) ;
- TV8 Mont-Blanc : diffusée du 13 septembre 2007 au 17 janvier 2013 en Savoie et Haute-Savoie (renommée 8 Mont-Blanc) ;
- TLP : diffusée de 2008 au 25 juin 2013 dans les Alpes-de-Haute-Provence (disparue) ;
- Ty Télé : diffusée du 6 juillet 2009 au 27 septembre 2013 sur les zones de Lorient et Vannes (renommée TébéSud) ;
- iC1 : diffusée du 12 décembre 2012 au 1er juin 2014 dans le Puy-de-Dôme et l'Allier (disparue) ;
- Voo TV : diffusée du 16 novembre 2009 au 17 juin 2014 sur la zone de Dijon (disparue) ;
- NRJ Paris : diffusée du 20 mars 2008 au 30 juin 2014 en région parisienne (disparue) ;
- Opal'TV : diffusée du 14 novembre 2011 à septembre 2014 sur les zones de Boulogne-sur-Mer et Dunkerque (disparue) ;
- Célà TV : diffusée du 1er décembre 2011 au 17 octobre 2014 sur la zone de La Rochelle (disparue) ;
- Territorial TV : diffusée du 2 mars 2010 au 28 octobre 2014 sur la zone de Chaumont (disparue) ;
- Normandie TV : diffusée de novembre 2009 au 13 avril 2015 sur les zones de Caen, Cherbourg et Alençon (disparue) ;
- LCM : diffusée du 13 septembre 2007 au 7 mai 2015 sur la zone de Marseille (renommée TV Sud Provence) ;
- TLT : diffusée du 13 septembre 2007 au 3 juillet 2015 sur la zone de Toulouse (disparue) ;
- TV Sud Provence : diffusée du 7 mai 2015 au 3 mai 2016 sur la zone de Marseille (disparue) ;
- BFM Business Paris : diffusée du 22 novembre 2010 au 7 novembre 2016 en Île-de-France (renommée BFM Paris) ;
- Télim TV : diffusée du 18 juillet 2012 au 25 novembre 2016 dans le Limousin (disparue) ;
- TV Sud Camargue-Cévennes : diffusée du 7 février 2011 au 28 septembre 2017 sur les zones de Nîmes et Alès (renommée ViàOccitanie Pays Gardois) ;
- TV Sud Montpellier : diffusée du 7 février 2011 au 28 septembre 2017 sur la zone de Montpellier (renommée ViàOccitanie Montpellier) ;
- TV Sud Pyrénées-Orientales : diffusée du 20 juillet 2015 au 28 septembre 2017 sur la zone de Perpignan (renommée ViàOccitanie Pays Catalan) ;
- LDV TV : diffusée du 12 mai 2011 au 16 mars 2018 sur la zone de Monistrol-sur-Loire (renommée LDV Média) ;
- Mirabelle TV : diffusée du 23 février 2010 au 3 septembre 2018 sur les zones de Metz, Forbach et Sarrebourg (renommée ViàMirabelle) ;
- Vosges Télévision : diffusée du 21 mai 2010 au 1er octobre 2018 sur les zones d'Épinal et Vittel (renommée ViàVosges) ;
- TLM : diffusée du 13 septembre 2007 au 3 septembre 2019 sur les zones de Lyon, Villefranche-sur-Saône et Vienne (renommée BFM Lyon) ;
- Grand Lille TV : diffusée du 8 octobre 2009 au 3 février 2020 sur la zone de Lille (renommée BFM Grand Lille) ;
- Grand Littoral TV : diffusée du 14 novembre 2017 au 3 février 2020 sur les zones de Boulogne-sur-Mer et Dunkerque (renommée BFM Grand Littoral) ;
- ViàMirabelle : diffusée du 3 septembre 2018 au 10 juillet 2020 sur les zones de Metz, Forbach et Sarrebourg (renommée ViàMoselle TV) ;
- D!CI TV Alpes : diffusée du 3 décembre 2013 au 9 mars 2021 sur la zone de Gap (renommée BFM DICI Alpes du Sud) ;
- D!CI TV Provence : diffusée du 16 mai 2019 au 9 mars 2021 sur les zones de Digne-les-Bains, Serres, Sisteron et Château-Arnoux (renommée BFM DICI Haute-Provence) ;
- ViàGrandParis : diffusée du 29 septembre 2017 au 20 mars 2021 en région parisienne (renommée Museum TV Paris) ;
- France 24 : diffusée du 23 septembre 2014 au 31 mars 2021 en région parisienne (sortie de la TNT locale métropolitaine) ;
- ViàVosges : diffusée du 1er octobre 2018 au 17 mai 2021 sur les zones d'Épinal et Vittel (renommée Vosges TV) ;
- Azur TV : diffusée du 1er septembre 2013 au 5 juillet 2021 sur les zones de Nice, Menton, Cannes, Grasse, Saint-Raphaël et du Mercantour (renommée BFM Nice Côte d'Azur) ;
- Provence Azur : diffusée du 15 mai 2017 au 5 juillet 2021 sur la zone de Marseille (renommée BFM Marseille Provence) ;
- Var Azur : diffusée du 17 avril 2017 au 5 juillet 2021 sur les zones de Toulon et Hyères (renommée BFM Toulon Var) ;
- ViàMoselle TV : diffusée du 10 juillet 2020 au 9 juillet 2021 sur les zones de Metz, Forbach et Sarrebourg (renommée Moselle TV) ;
- ViàLMtv Sarthe : diffusée du 3 septembre 2018 au 30 août 2021 sur la zone du Mans (renommée LMtv Sarthe) ;
- ViàMATÉLÉ : diffusée du 16 septembre 2019 au 2 novembre 2021 sur les zones de Saint-Quentin, Hirson et Laon (renommée MATÉLÉ) ;
- BFM Paris : diffusée du 7 novembre 2016 au 22 mars 2022 en Île-de-France (renommée BFM Paris Île-de-France) ;
- Alsace 20 : diffusée de septembre 2009 au 28 juin 2022 sur les zones de Strasbourg et Mulhouse (renommée BFM Alsace) ;
- La Chaîne normande : diffusée du 14 octobre 2011 au 28 septembre 2022 sur les zones de Rouen et Neufchâtel-en-Bray (renommée BFM Normandie) ;
- ViàTéléPaese : diffusée du 18 mai 2019 au 23 janvier 2023 sur les zones de Calvi, L'Île-Rousse, Corte, Ajaccio, Bastia et Porto-Vecchio (renommée Télé Paese) ;
- ViàAngers : diffusée du 9 avril 2019 à février 2023 sur la zone d'Angers (renommée Angers Télé) ;
- Museum TV Paris : diffusée du 3 juillet 2021 au 31 mars 2023 en région parisienne (renommée Le Figaro TV Île-de-France) ;
- IDF1 : diffusée du 20 mars 2008 au 26 mai 2023 en région parisienne (renommée 20 Minutes TV Île-de-France) ;
- BFM Paris Île-de-France : diffusée du 22 mars 2022 au 14 mars 2025 en région parisienne (disparue) ;
- TV Tours-Val de Loire : diffusée du 13 septembre 2007 au 24 mars 2025 sur la zone de Tours (renommée Val de Loire TV).

#### Chaînes nationales en outre-mer
- France 24 : chaîne thématique publique de France Médias Monde diffusée du 30 novembre 2010 au 8 avril 2019 (sortie de la TNT nationale d'outre-mer) ;
- France Ô : chaîne généraliste publique de France Télévisions diffusée du 30 novembre 2010 au 24 août 2020 (disparue) ;
- Culturebox : chaîne thématique publique de France Télévisions diffusée du 3 mai au 20 août 2021 (disparue)[272].

#### Chaînes locales en outre-mer
- GTV : diffusée du 15 décembre 2010 au 26 avril 2013 en Guadeloupe (disparue) ;
- ATV : diffusée du 30 novembre 2010 au 25 mars 2014 en Martinique (renommée ATV Martinique) ;
- Carib’inTV : diffusée du 16 avril 2012 à 2014 à Saint-Barthélemy et Saint-Martin (sortie de la TNT) ;
- ATG : diffusée du 28 mai 2012 au 21 septembre 2015 en Guyane (renommée ATV Guyane) ;
- KTV : diffusée du 24 avril 2013 à 2016 en Guyane (sortie de la TNT) ;
- IO TV : diffusée de septembre 2016 à 2017 à Saint-Martin (sortie de la TNT) ;
- NCTV : diffusée du 9 décembre 2013 au 4 mai 2017 en Nouvelle-Calédonie (renommée Caledonia) ;
- Outre-mer 1re : diffusées du 30 novembre 2010 au 1er janvier 2018 dans chaque territoire (renommées Outre-mer La 1re)[273] ;
- ATV Martinique : diffusée du 25 mars 2014 au 11 octobre 2018 en Martinique (renommée ViàATV) ;
- ATV Guyane : diffusée du 21 septembre 2015 à 2018 en Guyane (renommée ViàGuyane) ;
- ViàGuyane : diffusée de 2018 à juillet 2019 en Guyane (disparue) ;
- Télé Kréol : diffusée du 20 décembre 2010 au 15 juillet 2019 à La Réunion (sortie de la TNT)[274] ;
- Télémante : diffusée de 2012 à 2020 à Mayotte (sortie de la TNT) ;
- Éclair TV : diffusée du 4 décembre 2012 à septembre 2020 en Guadeloupe (sortie de la TNT) ;
- Alizés TV : diffusée d'octobre 2015 à 2020 en Guadeloupe (sortie de la TNT) ;
- Zouk TV : diffusée du 16 février 2012 au 31 mars 2021 en Martinique (sortie de la TNT)[275].

## Organisation administrative

### Mode de désignation des chaînes
L'Autorité de régulation de la communication audiovisuelle et numérique (Arcom) a pour mission d'autoriser les éditeurs publics comme privés à utiliser la ressource radioélectrique. Le secteur public a un droit d’accès prioritaire à toutes les ressources qui lui permettent de diffuser ses services de télévision. Le secteur privé doit quant à lui se soumettre à des appels aux candidatures.
L'Arcom lance un appel aux candidatures dans lequel il définit les caractéristiques de ce dernier : la zone géographique concernée (nationale ou locale), les caractéristiques des services concernés par l’appel (gratuits ou payants, généralistes ou thématiques, à temps complet ou à temps partagé) et, le cas échéant, les obligations de programmation liées aux caractéristiques des services concernés par l’appel. Une consultation publique et une étude d’impact sont organisées préalablement à un appel si les autorisations sont susceptibles de modifier de façon importante le marché en cause. Après le lancement de l’appel, les candidats disposent d’un délai de plusieurs semaines pour constituer leurs dossiers de candidatures. Une fois les dossiers déposés, l'Autorité vérifie si les candidatures respectent bien les conditions requises et publie la liste des candidats déclarés recevables au Journal officiel. Des auditions publiques sont ensuite organisées lors desquelles les candidats présentent leur projet et répondent aux questions des membres de l'Autorité. À l’issue des auditions publiques, l'Arcom effectue une sélection des candidats qu’elle envisage d’autoriser. En conséquence, une convention est élaborée pour définir les obligations et les engagements propres au service conformément aux conditions prévues dans l’appel. Enfin, elle délivre les autorisations aux candidats avec lesquels elle a conclu une convention et notifie leur rejet aux candidats non retenus.
L’autorisation accordée à un service de télévision, hors secteur public, est valable pendant dix ans maximum. Ces autorisations peuvent faire l’objet d’une reconduction, pour une durée de cinq ans. La procédure prévoit alors que l'Arcom se prononce dix-huit mois avant l'expiration de l’autorisation et publie sa décision motivée de recourir ou non à la procédure de reconduction hors appel aux candidatures. En cas de reconduction, l'Autorité doit signer au cours des neuf mois suivants une nouvelle convention avec l’éditeur du service.

### Déploiement
À son lancement le 31 mars 2005, la télévision numérique terrestre (TNT) n'est retransmise que par 17 émetteurs situés principalement dans des grandes agglomérations et n'est alors disponible que pour 35 % de la population métropolitaine. Par la suite, 95 autres émetteurs sont mis en service en 5 phases de septembre 2005 à décembre 2007, couvrant ainsi 80 à 85 % de la population,,.
| Phase | Date                         | Zones | Couverture |
| ----- | ---------------------------- | --- | ---------- |
| 1     | 31 mars 2005                 | Bordeaux (2 sites), Brest, Lille, Lyon, Mantes-la-Jolie, Marseille (2 sites), Niort, Paris (4 sites), Rennes, Rouen, Toulouse et Vannes | 35 %       |
| 2     | 30 septembre 2005            | Ajaccio, Bayonne, Bourges, Caen, Cherbourg, Grenoble, Le Havre, Lyon, Le Mans, Nantes, Orléans, Reims, Saint-Étienne, Toulon et Toulouse | 50 %       |
| 3     | 15 mars - 15 juin 2006       | Agen, Alençon, Angers, Arcachon, Argenton-sur-Creuse, Bastia, Besançon, Brive, Caen, Cannes, Clermont-Ferrand, Évreux, Laval, Lorient, Meaux, Nice, Roanne, Saint-Raphaël et Tours                                                               | 59 %       |
| 4     | 15 juillet - 15 octobre 2006 | Albi, Alès (2 sites), Aubenas, Aurillac, Autun, Bergerac, Carcassonne, Chartres, Dieppe, Guéret, Hyères, La Rochelle, Le Puy-en-Velay, Limoges, Mende, Montluçon, Montpellier, Neufchâtel-en-Bray, Perpignan, Poitiers, Privas, Ussel et Valence | 66 %       |
| 5     | mars - juillet 2007          | Annecy, Auxerre, Avignon, Bar-le-Duc, Belfort, Chambéry, Chaumont, Le Creusot, Dijon, Épinal, Mâcon, Menton, Montbéliard, Montmélian, Parthenay, Sens, Troyes, Vittel et Voiron                                                                  | -          |
| 6     | octobre - décembre 2007      | Abbeville, Amiens, Boulogne-sur-Mer, Charleville-Mézières, Cluses, Dunkerque, Forbach, Hirson, Lille, Longwy, Maubeuge, Metz, Mulhouse, Nancy, Sarrebourg, Strasbourg, Valenciennes et Verdun                                                    | 80 - 85 %  |

De nombreux émetteurs sont activés par vagues successives entre 2008 et 2009 pour étendre la couverture de la TNT. Puis, d'autres émetteurs sont mis en service au cas par cas. Ainsi, il est prévu par la loi de couvrir 95 % de la population métropolitaine avec 1 626 émetteurs avant le 30 novembre 2011, date de l'arrêt de la télévision analogique.
- 55 émetteurs en 2008[282] ;
- 77 émetteurs entre le 30 novembre et le 19 décembre 2008[282] ;
- 36 émetteurs le 28 février 2009[283] ;
- 42 émetteurs le 30 avril 2009[284] ;
- 24 émetteurs le 31 mai 2009[284] ;
- 59 émetteurs le 31 octobre 2009[285],[286]
- 22 émetteurs le 2 novembre 2009[285] ;
- 45 émetteurs le 18 décembre 2009[287].

### Extinction du réseau analogique

#### Schéma d'arrêt de l'analogique
La loi no 2007-309 du 5 mars 2007 relative à la modernisation de la diffusion audiovisuelle et à la télévision du futur fixe l'extinction définitive de la télévision analogique terrestre au 30 novembre 2011 au plus tard. Le 11 décembre 2007, le Conseil supérieur de l'audiovisuel (CSA) ouvre une consultation publique sur le basculement de la télévision analogique vers la télévision numérique. Il en ressort que l'arrêt de la diffusion analogique doit se faire par zones géographiques en commençant dès 2009,,.
L'arrêt de la diffusion analogique doit permettre de libérer la gamme de fréquences de la bande des 800 MHz, constituant le premier dividende numérique, mais également d'étendre et améliorer la réception de la TNT sur le territoire français, ainsi que de lancer de nouveaux services comme la TNT HD, la télévision mobile personnelle, la radio numérique terrestre et l'Internet mobile à très haut débit. De plus, cela permettra aux chaînes historiques de mettre fin aux coûts de double diffusion analogique/numérique.
La transition des émetteurs de l'analogique vers le numérique se déroule en deux étapes successives et rapprochées : d'abord, l'arrêt de la diffusion des chaînes analogiques historiques et ensuite, le transfert des multiplex numériques sur les fréquences définitives attribuées pour la TNT. Les différentes fréquences utilisées sont issues d'une coordination internationale mise en place avec le plan numérique de Genève de 2006 afin de limiter les brouillages en zones frontalières.
Pour accompagner les téléspectateurs dans cette transition, un groupement d'intérêt public (GIP) dénommé France Télé Numérique est créé en 2009 par l'État et les chaînes analogiques historiques. Plusieurs campagnes publicitaires sont diffusées par les chaînes de télévision nationales pour informer les téléspectateurs du changement à venir. Des campagnes locales et régionales d'information sont lancées quelques mois avant la date de basculement dans les régions concernées. Des dépliants sont distribués dans les boîtes aux lettres, des points d'information fixes et mobiles sont ouverts et un centre d'appel ainsi qu'un site web sont mis en place pour répondre à toutes les questions. De plus, un fonds d'aide subventionne l'achat d'adaptateurs numériques et le réglage de l'antenne de télévision pour les foyers les moins aisés. Une prestation de service à domicile est offerte aux personnes âgées et aux personnes handicapées pour régler les équipements techniques grâce à 8 000 intervenants et 43 000 bénévoles. Un fonds d'aide complémentaire est mis en place à destination des personnes qui ne peuvent plus recevoir la télévision terrestre et doivent changer de mode de réception,.

#### Calendrier du passage au «tout numérique»
Avant de généraliser l'extinction de la télévision analogique, trois opérations pilotes sont organisées par le Conseil supérieur de l'audiovisuel, le GIP France Télé Numérique et les représentants des chaînes. Il s'agit d'examiner les difficultés rencontrées par les Français lors de l'opération, de mesurer l'efficacité de la campagne de communication auprès des foyers et de vérifier les capacités d'intervention puis de coordination des acteurs.
- En mai 2008, la commune de Coulommiers (Seine-et-Marne) est choisie parmi 7 candidats pour être la première à passer au tout numérique. Un émetteur numérique est installé à l'automne pour couvrir la ville et 9 communes voisines représentant une population d'environ 17 000 habitants. Le signal analogique est éteint le 4 février 2009 à 17 h 30 lors d'une cérémonie officielle en présence de Christine Albanel, ministre de la Culture et de la Communication, Nathalie Kosciusko-Morizet, secrétaire d'État à la prospective et au développement de l'économie numérique et Michel Boyon, président du CSA[49],[290],[291] ;
- La commune de Kaysersberg (Haut-Rhin), 5 000 habitants, est la seconde à passer au tout numérique le 27 mai 2009[49] ;
- La région de Cherbourg (Manche) et du Nord-Cotentin est la plus grande des opérations pilotes avec 200 000 habitants concernés. Le signal analogique est éteint le 18 novembre 2009 à 23 h 45[49],[292],[293].

Le calendrier prévoit ensuite un arrêt de l'analogique selon les zones géographiques correspondant au découpage régional de la chaîne France 3 en France métropolitaine et selon les territoires en France d'outre-mer,.
- Alsace, le 2 février 2010 ;
- Basse-Normandie, le 9 mars 2010 ;
- Pays de la Loire, le 18 mai 2010 ;
- Bretagne, le 8 juin 2010 ;
- Champagne-Ardenne et Lorraine, le 28 septembre 2010 ;
- Centre et Poitou-Charentes, le 19 octobre 2010 ;
- Bourgogne et Franche-Comté, le 16 novembre 2010 ;
- Haute-Normandie et Nord-Pas-de-Calais, le 1er février 2011 ;
- Picardie, le 2 février 2011 ;
- Île-de-France, le 8 mars 2011 ;
- Aquitaine et Limousin, le 29 mars 2011 ;
- Auvergne, le 10 mai 2011 ;
- Corse et Côte d'Azur, le 24 mai 2011 ;
- Rhône, le 15 juin 2011 ;
- Provence-Alpes, le 5 juillet 2011 ;
- Alpes et Polynésie française, le 20 septembre 2011 ;
- Nouvelle-Calédonie, Saint-Pierre-et-Miquelon et Wallis-et-Futuna, le 27 septembre 2011 ;
- Midi-Pyrénées, le 8 novembre 2011 ;
- La Réunion, le 25 octobre 2011 ;
- Languedoc-Roussillon, Guadeloupe, Guyane, Martinique, Mayotte, Saint-Barthélémy et Saint-Martin, le 29 novembre 2011.

Cas particulier de Canal+
L'autorisation de diffusion analogique de Canal+ arrivant à échéance le 6 décembre 2010, soit avant les autres chaînes hertziennes, la chaîne est obligée de suivre son propre calendrier d'extinction de l'analogique en avance par rapport au calendrier général,.
- Provence-Alpes-Côte d'Azur, le 25 novembre 2009 ;
- Alsace, le 2 février 2010 ;
- Basse-Normandie et Haute-Normandie, le 9 mars 2010 ;
- Nord-Pas-de-Calais et Picardie, le 14 avril 2010 ;
- Aquitaine et Corse, le 6 mai 2010 ;
- Pays de la Loire, le 18 mai 2010 ;
- Auvergne et Limousin, le 2 juin 2010 ;
- Bretagne, le 8 juin 2010 ;
- Rhône-Alpes, le 22 septembre 2010 ;
- Champagne-Ardenne et Lorraine, le 28 septembre 2010 ;
- Languedoc-Roussillon et Midi-Pyrénées, le 13 octobre 2010 ;
- Centre et Poitou-Charentes, le 19 octobre 2010 ;
- Bourgogne et Franche-Comté, le 16 novembre 2010 ;
- Île-de-France, le 24 novembre 2010.

### Reprise par d'autres moyens de diffusion
La télévision numérique terrestre (TNT) couvre 97 % de la population française métropolitaine grâce à 1 626 émetteurs. Pour les Français ne recevant pas la TNT, d'autres moyens de réception doivent être utilisés, tels que le satellite, le câble et Internet,,. Les chaînes nationales et certaines chaînes locales y sont reprises gratuitement et des offres payantes permettent de recevoir des chaînes supplémentaires.
Les chaînes nationales gratuites sont accessibles en clair (free to air) sur le satellite Eutelsat 5 West B. De plus, deux bouquets gratuits mais sous contrôle d'accès proposent de recevoir les chaînes de la TNT. D'un côté, le bouquet TNT Sat du groupe Canal+ lancé en septembre 2007 et accessible sur Astra 1. De l'autre, le bouquet Fransat du groupe Eutelsat lancé en juin 2009 et accessible sur Eutelsat 5 West B. Ils permettent tous deux de recevoir des radios et des chaînes supplémentaires françaises ou étrangères gratuitement. Ils proposent aussi des offres payantes contenant des chaînes thématiques supplémentaires,,,.
Les chaînes nationales gratuites sont également disponibles sans abonnement sur le câble.
Les chaînes nationales gratuites sont aussi proposées dans les offres télévisuelles des opérateurs de télécommunications mais sous réserve de disposer d'un abonnement.

## Diffusion

### Transport du signal
L'éditeur de service responsable d'une chaîne de télévision fournit son signal vidéo numérique à un opérateur de multiplex.
L'opérateur de multiplex se charge d'abord de compresser le flux vidéo, notamment pour en réduire le débit numérique. Puis, il assemble les flux compressés de plusieurs chaînes dans un même canal correspondant à une gamme de fréquences, pour former un multiplex. Ce multiplexage permet à la télévision numérique de diffuser plusieurs chaînes sur une même fréquence, contrairement à la télévision analogique où chaque chaîne est diffusée sur sa propre fréquence distincte. Le multiplex créé est ensuite confié à un opérateur de télédiffusion,,.
L'opérateur de diffusion tel que TDF ou TowerCast achemine le multiplex par liaison satellite, faisceau hertzien ou fibre optique jusqu'aux émetteurs de télévision locaux répartis sur tout le territoire français et outremer. L'opérateur est choisi par un appel d'offres pour une durée limitée dans chaque zone d'émission,,.

### Normes

#### Normes de diffusion
La télévision numérique terrestre (TNT) est diffusée en France sous la norme DVB-T (Digital Video Broadcasting - Terrestrial), comme dans une bonne partie du monde, notamment en Europe. Il est envisagé dès 2011 que cette norme soit remplacée un jour par son évolution, la DVB-T2, aux performances accrues. Des expérimentations de diffusion en DVB-T2 ont lieu depuis l'émetteur de la tour Eiffel à Paris à partir de mai 2014,. Le premier multiplex exploitant la norme DVB-T2 est lancé en janvier 2024. Le passage de la TNT à la norme DVB-T2 n'est pas prévu avant la fin des années 2020.

#### Normes de codage/compression
Au lancement de la TNT en France métropolitaine le 31 mars 2005, les chaînes gratuites sont diffusées sous la norme de codage/compression MPEG-2 en définition standard (720 × 576 ou 544 × 576 pixels). Cette norme est choisie car elle repose sur une technologie confirmée, moins couteuse. Elle permet de respecter le calendrier du lancement de la TNT, contrairement au récent format MPEG-4 qui n'est pas encore totalement défini techniquement. Cependant, la norme MPEG-4 est retenue pour la diffusion des chaînes payantes en métropole et pour toutes les chaînes en outre-mer. Les chaînes en haute définition (1440 × 1080 puis 1920 × 1080 pixels) sont diffusées sous la norme de codage/compression MPEG-4 depuis les expérimentations de 2006. La quasi-totalité des chaînes de la TNT sont diffusées sous cette même norme depuis le 5 avril 2016, qu'elles soient en haute définition ou non. Les chaînes en ultra-haute définition (3840 × 2160 pixels) et haute définition améliorée sont diffusées sous la norme de codage/compression HEVC depuis les expérimentations de 2014.

#### Normes de chiffrement
Les chaînes de la TNT payante disposent d'un contrôle d'accès (Simulcrypt ou Multicrypt)[réf. nécessaire]. Leur accès se fait au moyen d'un terminal pourvu d'un décodeur, commercialisé avec un contrat d'abonnement. Les adaptateurs standard, vendus sans abonnement, permettent de recevoir uniquement les plages en clair des chaînes payantes qui en proposent et ne permettent pas de décrypter ces chaînes. Pour les téléviseurs dotés de la TNT intégrée, seule une carte d'abonnement suffit. Elle s'insère dans le poste de télévision et est activable avec abonnement.

### Réseau de télédiffusion

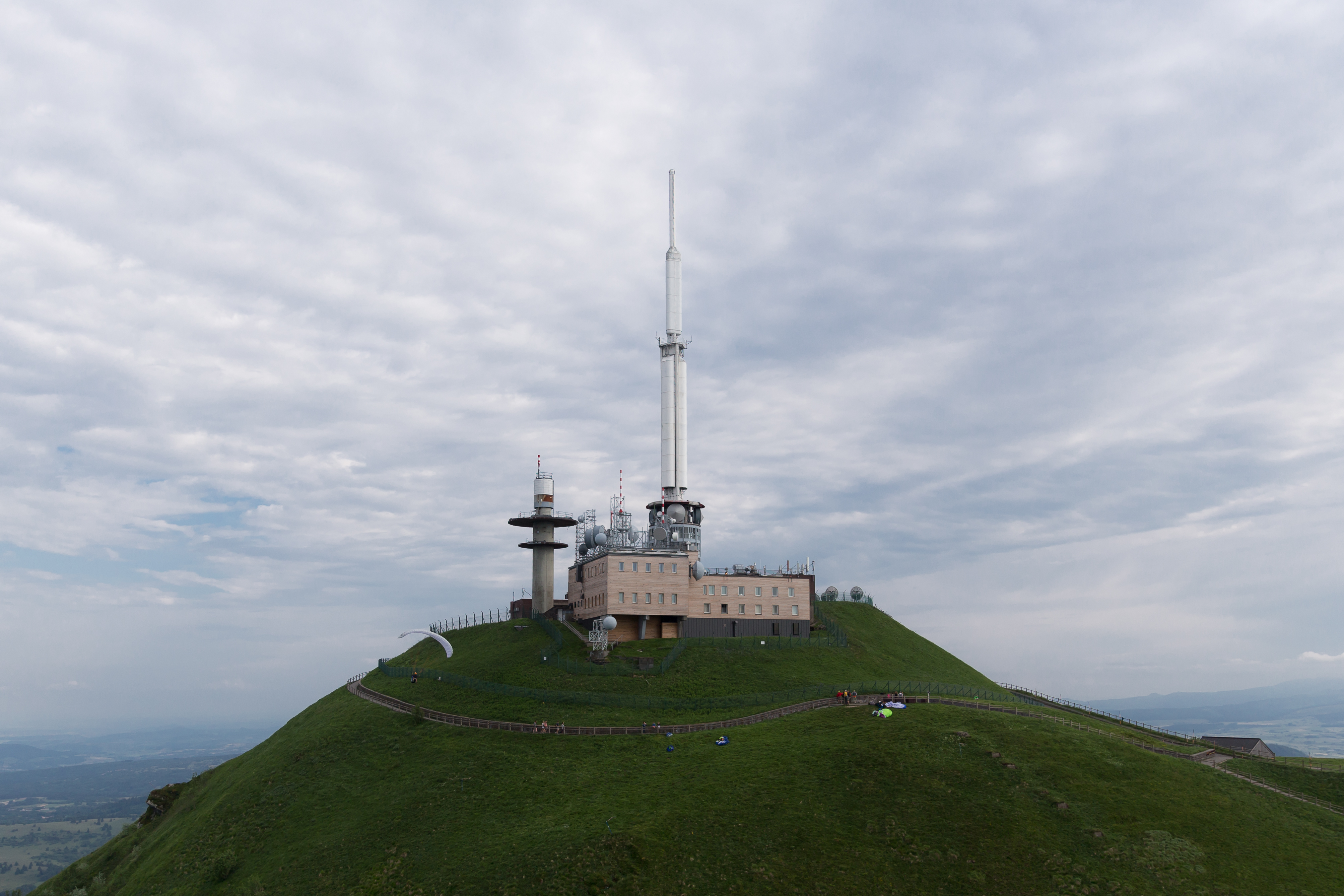
Vue aérienne du site d'émission du puy de Dôme.

Le réseau de télédiffusion de la TNT compte 1 626 émetteurs en France métropolitaine et plus de 200 en France d'outre-mer. Gérés par les opérateurs techniques tels que TDF et TowerCast, les émetteurs sont de deux types,,, :
- les sites d'émission « principaux » ou « primaires », qui comptent des émetteurs de forte puissance (plusieurs milliers de watts) situés sur des points hauts (grands pylônes ou montagnes) et des émetteurs de puissance moyenne (quelques centaines de watts) situés en plaine ;
- les sites d'émission « secondaires », dont les émetteurs sont de faible puissance (quelques watts ou dizaines de watts).

De plus, les collectivités locales peuvent installer et maintenir à leurs frais des ré-émetteurs locaux avec l'autorisation de l'Arcom. Ainsi, plus de 360 ré-émetteurs sont en service en France,.

### Canaux et fréquences
La télévision numérique terrestre (TNT) utilise les fréquences UHF comprises entre 470 MHz et 694 MHz (canaux 21 à 48).
L'arrêt de la télévision analogique pour le passage à la télévision numérique en 2011 permet de libérer les fréquences dans la bande des 800 MHz (791 MHz - 862 MHz) afin de développer le réseau de téléphonie mobile à très haut débit 4G/LTE. Il constitue le premier dividende numérique. Ainsi, l'Arcep commercialise une concession de ces canaux disponibles, à destination des opérateurs de réseau mobile pour des montants variant entre 600 millions et 1 milliard d'euros. Mais l'utilisation de ces fréquences pour la 4G peut entraîner un brouillage avec la TNT,.
La généralisation de la norme MPEG-4 en 2016 permet de libérer de nouveaux canaux dans la bande des 700 MHz (694 MHz - 790 MHz) pour continuer le développement de la 4G. Elle représente le deuxième dividende numérique. L'Arcep a vendu aux opérateurs mobiles, fin 2015, deux blocs de fréquences, 703 - 733 MHz et 758 - 788 MHz. Le calendrier de transfert comprend quatorze étapes se déroulant entre le 5 avril 2016 et le 25 juin 2019.
| Canal | Fréquence | Canal | Fréquence | Canal | Fréquence | Canal | Fréquence |
| ----- | --------- | ----- | --------- | ----- | --------- | ----- | --------- |
| 21    | 474 MHz   | 28    | 530 MHz   | 35    | 586 MHz   | 42    | 642 MHz   |
| 22    | 482 MHz   | 29    | 538 MHz   | 36    | 594 MHz   | 43    | 650 MHz   |
| 23    | 490 MHz   | 30    | 546 MHz   | 37    | 602 MHz   | 44    | 658 MHz   |
| 24    | 498 MHz   | 31    | 554 MHz   | 38    | 610 MHz   | 45    | 666 MHz   |
| 25    | 506 MHz   | 32    | 562 MHz   | 39    | 618 MHz   | 46    | 674 MHz   |
| 26    | 514 MHz   | 33    | 570 MHz   | 40    | 626 MHz   | 47    | 682 MHz   |
| 27    | 522 MHz   | 34    | 578 MHz   | 41    | 634 MHz   | 48    | 690 MHz   |

### Composition des multiplex
Un multiplex est un ensemble de chaînes de télévision diffusées sur un même canal, c'est-à-dire sur une même gamme de fréquences. Contrairement à la télévision analogique où chaque chaîne est diffusée sur son propre canal, la télévision numérique permet de diffuser plusieurs chaînes sur le même canal grâce à la technique du multiplexage,. Un multiplex est géré par un opérateur de multiplex qui rassemble les éditeurs des chaînes de télévision.

#### Métropole
Les chaînes nationales diffusées en métropole sont réparties dans sept multiplex, à raison d'une à six chaînes par multiplex : R1 (opéré par la SAS Société de gestion du réseau R1) ; R2 (opéré par la SAS Nouvelles télévisions numériques) ; R3 (opéré par la SA Compagnie du numérique hertzien) ; R4 (opéré par la SAS Société opératrice du multiplex R4) ; R6 (opéré par la SA Société d'exploitation du multiplex R6 - SMR6) ; R7 (opéré par la SAS Multiplex haute définition 7) ; R9 (opéré par la SAS GR UHD1).
Au cours des années, les multiplex ont été remaniés à plusieurs reprises :
- Le 31 mars 2005, cinq multiplex hébergeant quatorze chaînes au total sont lancés : R1, R2, R3, R4 et R6[328] ;
- À l'automne 2005, quatre chaînes sont ajoutées dans le multiplex R2 (BFM TV, I-Télé, Europe 2 TV et Gulli), quatre dans le R3 (Canal+ Sport, Canal+ Cinéma, Planète et Canal J), trois dans le R4 (Paris Première, AB1 et TF6) et trois dans le R6 (TPS Star, LCI et Eurosport) ;
- Le 13 septembre 2007, afin de permettre la diffusion de chaînes locales, d'antennes régionales de France 3 supplémentaires et de France Ô en Île-de-France dans le multiplex R1, plusieurs chaînes sont déplacées : France 4 du R1 au R2, TMC du R2 au R6 et TPS Star du R6 au R3[329] ;
- Le 8 août 2008, Canal+ commence la diffusion de ses plages cryptées en HD dans le multiplex R3[106] ;
- Le 30 octobre 2008, 4 chaînes commencent leur diffusion en HD : Arte HD dans le multiplex R4, TF1 HD, France 2 HD et M6 HD dans le nouveau R5[330]. Pour faire de la place à Arte HD dans le multiplex R4, TF6 est déplacée sur le R6 tandis qu'AB1 quitte la TNT[331] ;
- Le 30 avril 2009, Canal J quitte la TNT, libérant une place dans le multiplex R3 ;
- Le 8 juin 2010, Arte est déplacée dans le multiplex R6 pour permettre une diffusion nationale de France Ô dans le multiplex R1[332] ;
- Le 28 juillet 2011, CFoot intègre le multiplex R3 ;
- Le 4 mai 2012, TPS Star cesse la diffusion de ses programmes, libérant une place dans le multiplex R3 ;
- Le 31 mai 2012, CFoot cesse la diffusion de ses programmes, libérant une place dans le multiplex R3 ;
- Le 12 décembre 2012, deux nouveaux multiplex HD sont créés : R7 (HD1, L'Équipe 21 et Chérie 25) et R8 (6ter, Numéro 23 et RMC Découverte)[333] ;
- Le 31 décembre 2014, TF6 cesse la diffusion de ses programmes, libérant une place dans le multiplex R6 ;
- Le 21 janvier 2015, Eurosport quitte la TNT, libérant une place dans le multiplex R6 ;
- Le 5 avril 2016, la norme MPEG-4 est généralisée à toute la TNT. L'ensemble des chaînes (sauf Paris Première et LCI) passent en HD et TF1, France 2, M6 et Arte arrêtent leur double diffusion SD/HD. Grâce à ce gain de place, les multiplex R5 et R8 sont supprimés et ceux restants sont recomposés : France 5 (R1 à R4), LCP (R1 à R6), France 4 (R2 à R1), Paris Première (R4 à R3), NT1 (R4 à R6), LCI (R6 à R3), Arte (R6 à R4), 6ter (R8 à R4), Numéro 23 (R8 à R7) et RMC Découverte (R8 à R7)[334] ;
- Le 1er septembre 2016, France Info intègre le multiplex R1 en SD et France Ô doit abandonner la HD pour lui faire de la place[335] ;
- Le 24 août 2020, France Ô cesse la diffusion de ses programmes, libérant une place dans le multiplex R1 à partir du 2 septembre 2020. Dans le même temps, France Info passe en HD[336] ;
- Le 1er février 2021, Culturebox intègre le multiplex R1, France 4 et France Info repassent en SD pour lui permettre de diffuser en HD[142] ;
- Le 12 mai 2021, dans le multiplex R1, le canal no 19 est libéré à la suite du transfert de Culturebox sur le canal no 14, le 3 mai 2021. France 4 et France Info repassent de nouveau en HD[337] ;
- Le 23 janvier 2024, France 2 commence sa diffusion en UHD dans le nouveau R9[338] ;
- Le 28 février 2025, les chaînes C8 et NRJ 12, dont l'autorisation d'émettre n'a pas été renouvelée par l'Arcom, cessent leur diffusion. Elles sont remplacées par T18 à partir du 6 juin 2025 et Novo 19 à partir du 1er septembre 2025 ;
- Le 5 juin 2025, Canal+, Canal+ Cinéma(s), Canal+ Sport et Planète+ quittent la TNT, libérant une place dans le multiplex R3.
- Le 6 juin 2025, le canal 19 recommence de nouveau à émettre sur le multiplex R2, il diffuse un panneau marquant "La chaine Novo19 arrive sur le numéro 19 le 1er septembre 2025."[339] en attendant que la régie de Novo19 soit opérationnelle et diffuse une boucle en attendant le lancement prévu pour le 1er septembre 2025.

| R1 | R1    | R2 | R2 | R3                         | R4 | R4 | R6 | R6 | R7 | R7 | R9 | R9 |
| --- | ----- | -- | -- | -------------------------- | -- | -- | -- | -- | -- | -- | -- | -- |
| 2 |       | 12 |    | multiplex sans attribution | 5  |    | 1  |    | 20 |    | 52 |    |
| 3 |       | 13 |    | multiplex sans attribution | 6  |    | 8  |    | 21 |    |    |    |
| 4 |       | 14 |    | multiplex sans attribution | 7  |    | 10 |    | 23 |    |    |    |
| 16 |       | 17 |    | multiplex sans attribution | 9  |    | 11 |    | 24 |    |    |    |
| (***) | (***) | 18 |    | multiplex sans attribution | 22 |    | 15 |    | 25 |    |    |    |
| (***) | (***) | 19 |    | multiplex sans attribution | 26 |    |    |    |    |    |    |    |
| (***) 30-38 : chaîne locale ou 2e antenne régionale de France 3 - Chaînes gratuites en SD - Chaînes gratuites en HD - Chaînes gratuites en UHD - Chaînes payantes en HD |       |    |    |                            |    |    |    |    |    |    |    |    |

Concernant les chaînes de télévision locales diffusées en métropole, la majorité d'entre elles émettent sur un canal du multiplex national R1, réservé à cette occasion depuis le 13 septembre 2007. Une chaîne différente est diffusée selon les zones et les émetteurs. Si aucune chaîne locale n'occupe le canal, une deuxième antenne régionale de France 3, généralement celle d'une région voisine, est éventuellement retransmise.
Il existe également des simplex et multiplex locaux diffusés uniquement dans certaines zones. Le simplex R15 permet notamment de diffuser une chaîne locale ou antenne régionale de France 3 supplémentaire si le dernier canal du multiplex R1 est déjà occupé. Dans certaines régions, il existe des multiplex rassemblant plusieurs chaînes locales : le Multi 7 (opéré par la SAS Multi 7) depuis le 20 mars 2008 en région parisienne et le TVO (opéré par la SARL Ouest TV) depuis le 18 mai 2010 en Vendée et Maine-et-Loire.
| R1                              | R1 | R1 | R1 | R1 | R1 | R1 | R1 | R1 | R15 | R15 | R15 | R15 | R15 | Multi 7 | Multi 7 | TVO | TVO |   |  |
| ------------------------------- | -- | -- | -- | -- | -- | -- | -- | -- | --- | --- | --- | --- | --- | ------- | ------- | --- | --- | - |  |
| 30                              |    |    |    |    | –  | –  |    |    |     | 30  |     |     |     |         | –       | –   | –   | – |  |
| 31                              |    |    |    |    | –  | –  |    |    |     |     | 31  |     |     |         |         | 31  | –   | – |  |
| 32                              |    |    |    |    |    |    |    |    | 32  |     |     |     |     | 32      |         |     | –   | – |  |
| 33                              |    |    |    |    |    |    |    |    | 33  |     |     |     |     | –       | –       | 33  |     |   |  |
| 34                              |    |    |    |    |    |    |    |    | –   | –   | –   | –   | –   | 34      |         | 34  |     |   |  |
| 35                              |    |    |    |    |    |    |    |    | –   | –   | –   | –   | –   | –       | –       | –   | –   |   |  |
| 36                              |    |    |    |    |    |    |    |    | 36  |     |     |     |     | –       | –       | –   | –   |   |  |
| 37                              |    |    |    |    |    |    |    |    | –   | –   | –   | –   | –   | –       | –       | –   | –   |   |  |
| 38                              |    |    |    |    |    |    |    |    | –   | –   | –   | –   | –   | –       | –       | –   | –   |   |  |
| - Chaînes en SD - Chaînes en HD |    |    |    |    |    |    |    |    |     |     |     |     |     |         |         |     |     |   |  |

#### Outre-mer
La quasi-intégralité des chaînes diffusées en outre-mer sont regroupées au sein d'un seul multiplex, le ROM1 (opéré par la SAS Réseau outre-mer 1). Le simplex/multiplex ROML a également été aménagé dans certaines zones où le ROM1 n'a plus la capacité d'accueillir de chaîne supplémentaire. Le multiplex ROMU (opéré par la SAS Réseau outre-mer 1) permet quant à lui de diffuser des chaînes en ultra-haute définition dans la plupart des territoires ultra-marins.
|                                                  | Guadeloupe | Guyane | Martinique | Mayotte | Nouvelle-Calédonie | Polynésie française | La Réunion | Saint-Barthélémy | Saint-Martin | Saint-Pierre-et-Miquelon | Wallis-et-Futuna |
| ROM1                                             | ROM1       | ROM1   | ROM1       | ROM1    | ROM1               | ROM1                | ROM1       | ROM1             | ROM1         | ROM1                     | ROM1             |
| ------------------------------------------------ | ---------- | ------ | ---------- | ------- | ------------------ | ------------------- | ---------- | ---------------- | ------------ | ------------------------ | ---------------- |
| 1                                                |            |        |            |         |                    |                     |            |                  |              |                          |                  |
| 2                                                | –          | –      |            |         |                    |                     |            | –                | –            |                          |                  |
| 3                                                |            |        |            |         |                    |                     | –          |                  |              |                          |                  |
| 4                                                |            |        |            |         |                    |                     |            |                  |              |                          |                  |
| 5                                                |            |        |            |         |                    |                     |            |                  |              |                          |                  |
| 6                                                |            |        |            | –       | –                  |                     |            |                  |              | –                        | –                |
| 7                                                |            | –      |            |         |                    | –                   |            | –                | –            |                          |                  |
| 8                                                | –          |        | –          |         |                    |                     | –          |                  |              |                          |                  |
| 9                                                |            |        |            |         | –                  |                     |            |                  |              | –                        | –                |
| 10                                               |            | –      |            |         |                    | –                   |            | –                | –            | –                        | –                |
| ROML                                             |            |        |            |         |                    |                     |            |                  |              |                          |                  |
| 11                                               | –          | –      |            | –       | –                  | –                   | –          | –                | –            | –                        | –                |
| ROMU                                             |            |        |            |         |                    |                     |            |                  |              |                          |                  |
| 22                                               |            |        |            |         |                    |                     |            | –                | –            |                          |                  |
| - Chaînes en SD - Chaînes en HD - Chaînes en UHD |            |        |            |         |                    |                     |            |                  |              |                          |                  |

## Réception

### Adaptateur
Les signaux des chaînes de la télévision numérique terrestre (TNT) étant compressés et multiplexés, il est nécessaire d'utiliser un adaptateur ou décodeur TNT pour les recevoir. Cet appareil est soit directement intégré au téléviseur, soit sous la forme d'un boîtier externe, intercalé entre l'antenne et le téléviseur. Il peut être à double tuner pour pouvoir recevoir deux chaînes de multiplex différents simultanément. Pour enregistrer des programmes télévisés, il peut intégrer un disque dur interne ou être connecté à un disque dur externe ou à une clé USB.
Il est également possible de recevoir la TNT sur un ordinateur, grâce à une carte tuner TNT ou à une clé USB TNT. Les deux dispositifs peuvent être connectées à une antenne externe ou utiliser leur propre petite antenne, à condition que le signal localement capté soit de niveau et de qualité suffisante,.
Lorsque la norme MPEG-4 se généralise en 2016, de nombreux adaptateurs deviennent obsolètes, car ils ne peuvent décoder que la norme MPEG-2. De nouveaux adaptateurs compatibles MPEG-4 sont commercialisés,.

### Antenne individuelle ou collective

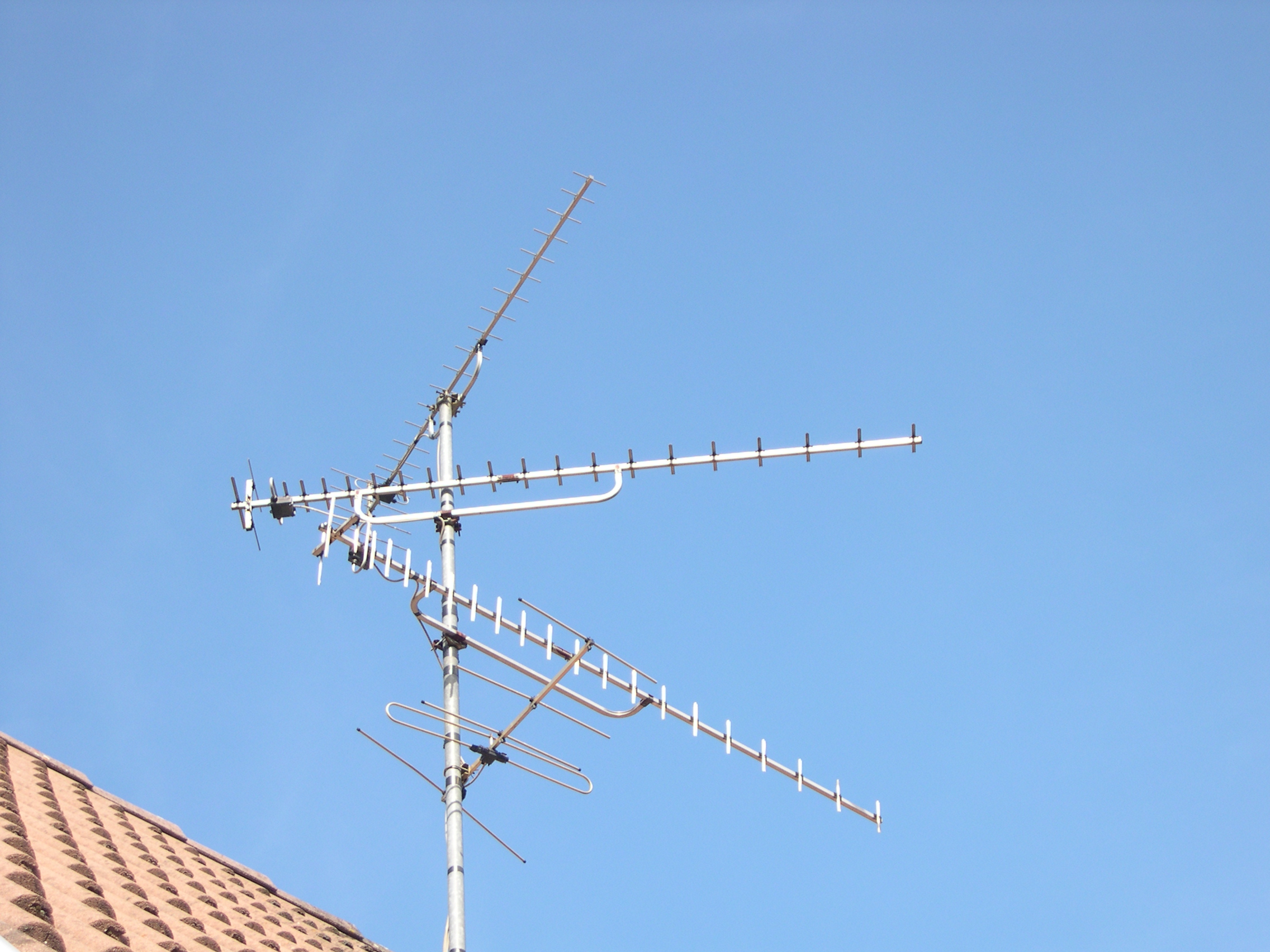
Antennes Yagi.

Pour recevoir les chaînes de la TNT, il est nécessaire d'avoir une antenne Yagi, dite « antenne râteau ». Installée en extérieur, l'antenne individuelle doit être « large bande » pour recevoir les bandes de fréquences UHF IV et V. L'antenne est ensuite reliée au récepteur TNT par un câble coaxial. Il est aussi possible d'utiliser une antenne intérieure si la zone est située à proximité d'un émetteur. La bonne réception dépend notamment du gain d'antenne lié à sa taille et à sa directivité et à la qualité du câble coaxial. De nombreux composants peuvent s'adjoindre à l'antenne selon les situations : préamplificateur, amplificateur, coupleur, découpleur, filtre (notamment 4G), répartiteur, parafoudre, éclateur…
En habitat collectif, l'antenne collective est à la charge de la copropriété et distribue la TNT à tous les habitants, qui doivent chacun disposer d'un récepteur TNT ou d'un téléviseur compatible. Chaque locataire ou propriétaire peut cependant s'équiper à ses frais d'une antenne individuelle. Ce principe est le droit à l'antenne individuelle, garanti par la loi.
Lors du passage au tout numérique, 32 % des antennes individuelles et 48 % des antennes collectives ont nécessité l'intervention d'un antenniste.

### Problèmes de réception
La bonne réception de la TNT peut être sensiblement affectée par plusieurs phénomènes, :
- les phénomènes météorologiques et atmosphériques (canicule, gel, brouillard, orage, neige, vent, forte pluie, foudre…) ;
- les perturbations électromagnétiques (moteur électrique, électricité statique, rayonnement hautes fréquences émis par un four à micro-ondes, un téléphone mobile, ou un autre émetteur d'ondes radioélectriques…) ;
- la mauvaise qualité de l'alimentation électrique entraînant micro-coupures, parasites, hausses ou baisses significatives de la tension… ;
- la mauvaise qualité de la connectique (vieillissement des cordons d'antenne, branchements parallèles sans répartiteur, mauvaise isolation galvanique…) ;
- les obstacles naturels (relief) ou artificiels (édifice) bloquant les ondes.

### Confusion entre les sigles, labels et logos

Logo apposé sur certains appareils.

Depuis le lancement de la TNT en 2005, plusieurs sigles officiels ou commerciaux sont apposés sur les téléviseurs, vidéoprojecteurs, récepteurs TNT et autres appareils électroniques : HD Ready, HD Ready 1080p, Full HD. L'utilisation de ces sigles contradictoires entraine une grande confusion dans l'esprit des consommateurs — probablement entretenue par la distribution et les fabricants — : si les téléviseurs sont bien capables d'afficher la haute définition, l'éventuel décodeur intégré ne permet généralement pas en 2008 de décoder les chaînes de la TNT HD.
L'article 19 de la loi no 2007-309 du 5 mars 2007 clarifie la situation pour le public. Il établit un calendrier rendant obligatoire l'intégration d'un tuner TNT aux téléviseurs neufs à partir de mars 2008, puis d'un tuner TNT HD aux téléviseurs HD à partir de décembre 2008, aux téléviseurs de plus de 66 cm de diagonale à partir de décembre 2009 et enfin à tous les téléviseurs à partir de décembre 2012. La France fait également un grand ménage dans les logos et seuls deux sigles peuvent être utilisés, HD TV et HD TV 1080p, depuis le 1er décembre 2008,.